# 熱海市
熱海市（あたみし）は、静岡県最東部に位置する人口約3.1万人の市。熱海温泉などの温泉街がある。関東地方の神奈川県と接する。

## 地理

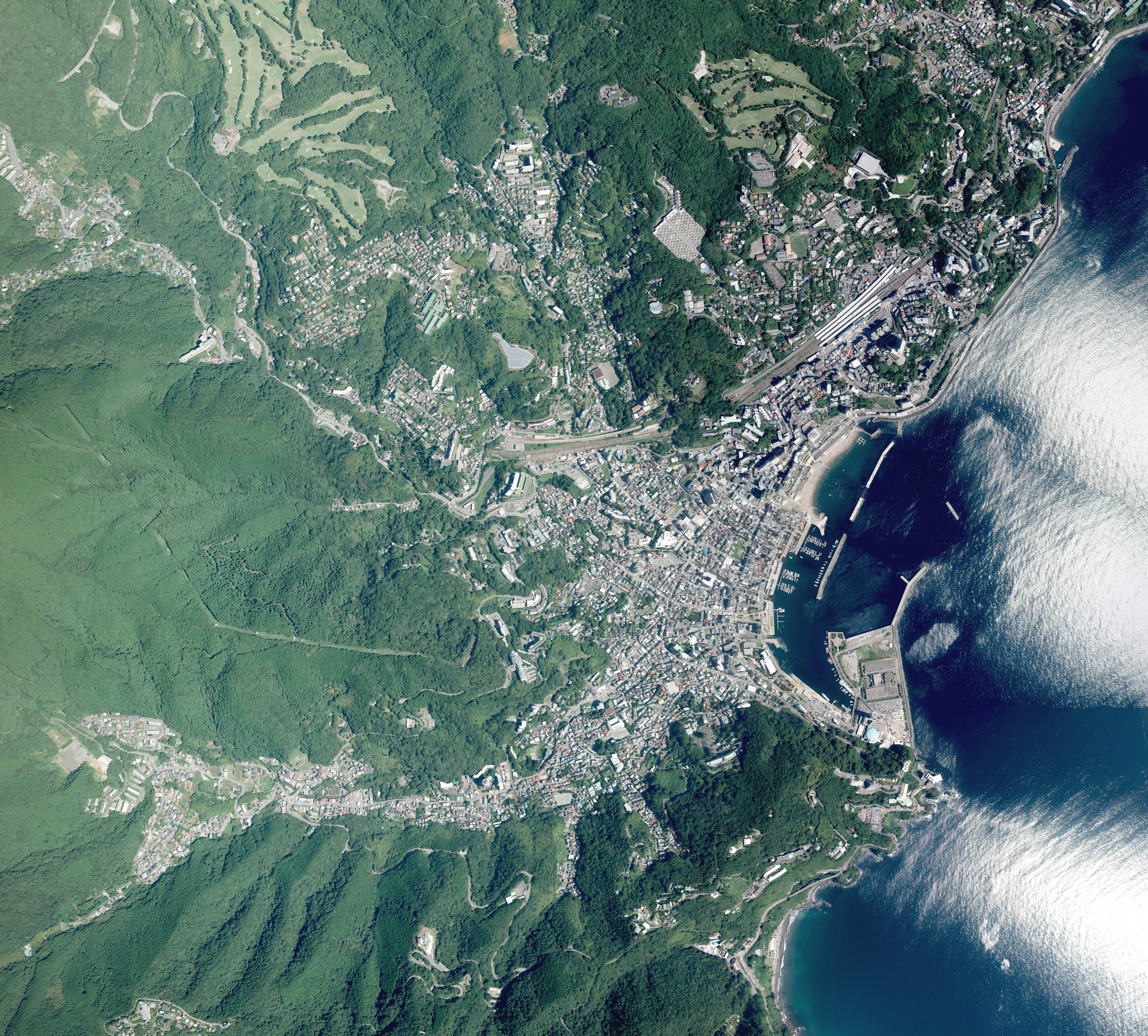
熱海市中心部の空中写真。平地はほとんどなく、市街地や住宅地は傾斜地に形成されている。
2017年8月9日撮影の9枚を合成作成。。

### 位置
伊豆半島の東側付け根に位置し、相模トラフがある相模灘に面する。
同じ相模灘に面する伊東市・湯河原町方面とは海岸に沿って地理的連続性を有するが、沼津市・函南町方面とは駿河湾水系との分水嶺となる急峻な丹那山地丹那トンネルによって隔てられている。
なお、相模灘にある初島も市域内となっている。

### 地形
市域内はほとんどが丘陵であり、別荘地や住宅なども高台の上に建つ所が多く、道路も勾配の急な坂が多い。
海岸線もすぐに丘となる所がほとんどだが、中心部は埋め立てで砂浜海岸などが形成されている。
- 地すべり地形
  - 活断層（丹那断層など）
  - 断層破砕帯
  - 温泉余土/断層粘土
- 土石流段丘が発達している河川
  - 糸川（静岡県）
  - 和田川（静岡県）
- 火山灰土壌
  - 多賀火山

### 気候
| 網代特別地域気象観測所（熱海市網代、標高67m）の気候     | 網代特別地域気象観測所（熱海市網代、標高67m）の気候 | 網代特別地域気象観測所（熱海市網代、標高67m）の気候 | 網代特別地域気象観測所（熱海市網代、標高67m）の気候 | 網代特別地域気象観測所（熱海市網代、標高67m）の気候 | 網代特別地域気象観測所（熱海市網代、標高67m）の気候 | 網代特別地域気象観測所（熱海市網代、標高67m）の気候 | 網代特別地域気象観測所（熱海市網代、標高67m）の気候 | 網代特別地域気象観測所（熱海市網代、標高67m）の気候 | 網代特別地域気象観測所（熱海市網代、標高67m）の気候 | 網代特別地域気象観測所（熱海市網代、標高67m）の気候 | 網代特別地域気象観測所（熱海市網代、標高67m）の気候 | 網代特別地域気象観測所（熱海市網代、標高67m）の気候 | 網代特別地域気象観測所（熱海市網代、標高67m）の気候 |
| 月                                                      | 1月                                                 | 2月                                                 | 3月                                                 | 4月                                                 | 5月                                                 | 6月                                                 | 7月                                                 | 8月                                                 | 9月                                                 | 10月                                                | 11月                                                | 12月                                                | 年                                                  |
| ------------------------------------------------------- | --------------------------------------------------- | --------------------------------------------------- | --------------------------------------------------- | --------------------------------------------------- | --------------------------------------------------- | --------------------------------------------------- | --------------------------------------------------- | --------------------------------------------------- | --------------------------------------------------- | --------------------------------------------------- | --------------------------------------------------- | --------------------------------------------------- | --------------------------------------------------- |
| 最高気温記録 °C （°F）                                  | 25.1 (77.2)                                         | 25.4 (77.7)                                         | 26.0 (78.8)                                         | 28.6 (83.5)                                         | 32.1 (89.8)                                         | 35.0 (95)                                           | 36.1 (97)                                           | 36.8 (98.2)                                         | 36.7 (98.1)                                         | 31.9 (89.4)                                         | 26.5 (79.7)                                         | 24.1 (75.4)                                         | 36.8 (98.2)                                         |
| 平均最高気温 °C （°F）                                  | 10.7 (51.3)                                         | 11.3 (52.3)                                         | 14.2 (57.6)                                         | 18.8 (65.8)                                         | 22.7 (72.9)                                         | 25.0 (77)                                           | 28.9 (84)                                           | 30.2 (86.4)                                         | 26.7 (80.1)                                         | 21.8 (71.2)                                         | 17.2 (63)                                           | 12.9 (55.2)                                         | 20.1 (68.2)                                         |
| 日平均気温 °C （°F）                                    | 7.0 (44.6)                                          | 7.4 (45.3)                                          | 10.1 (50.2)                                         | 14.5 (58.1)                                         | 18.5 (65.3)                                         | 21.4 (70.5)                                         | 25.2 (77.4)                                         | 26.4 (79.5)                                         | 23.3 (73.9)                                         | 18.7 (65.7)                                         | 14.0 (57.2)                                         | 9.6 (49.3)                                          | 16.3 (61.3)                                         |
| 平均最低気温 °C （°F）                                  | 3.9 (39)                                            | 4.0 (39.2)                                          | 6.6 (43.9)                                          | 10.9 (51.6)                                         | 15.3 (59.5)                                         | 18.8 (65.8)                                         | 22.6 (72.7)                                         | 23.8 (74.8)                                         | 20.9 (69.6)                                         | 16.1 (61)                                           | 11.3 (52.3)                                         | 6.6 (43.9)                                          | 13.4 (56.1)                                         |
| 最低気温記録 °C （°F）                                  | −3.1 (26.4)                                         | −4.5 (23.9)                                         | −2.4 (27.7)                                         | 1.8 (35.2)                                          | 6.0 (42.8)                                          | 11.8 (53.2)                                         | 13.5 (56.3)                                         | 17.1 (62.8)                                         | 13.4 (56.1)                                         | 7.7 (45.9)                                          | 2.4 (36.3)                                          | −2.7 (27.1)                                         | −4.5 (23.9)                                         |
| 降水量 mm （inch）                                      | 76.1 (2.996)                                        | 82.0 (3.228)                                        | 158.0 (6.22)                                        | 168.1 (6.618)                                       | 172.6 (6.795)                                       | 251.5 (9.902)                                       | 242.5 (9.547)                                       | 186.0 (7.323)                                       | 263.9 (10.39)                                       | 237.3 (9.343)                                       | 108.4 (4.268)                                       | 66.3 (2.61)                                         | 2,012.7 (79.24)                                     |
| 平均降水日数 （≥0.5 mm）                                | 6.6                                                 | 7.6                                                 | 12.1                                                | 11.3                                                | 11.2                                                | 13.9                                                | 12.3                                                | 9.6                                                 | 13.1                                                | 11.8                                                | 8.9                                                 | 6.9                                                 | 125.2                                               |
| % 湿度                                                  | 59                                                  | 60                                                  | 64                                                  | 67                                                  | 72                                                  | 80                                                  | 80                                                  | 79                                                  | 78                                                  | 73                                                  | 69                                                  | 62                                                  | 70                                                  |
| 平均月間日照時間                                        | 147.4                                               | 142.8                                               | 158.2                                               | 176.4                                               | 184.1                                               | 127.7                                               | 161.8                                               | 194.1                                               | 136.9                                               | 126.0                                               | 128.5                                               | 142.8                                               | 1,826.7                                             |
| 出典：気象庁 (平均値：1991年-2020年、極値：1937年-現在) |                                                     |                                                     |                                                     |                                                     |                                                     |                                                     |                                                     |                                                     |                                                     |                                                     |                                                     |                                                     |                                                     |

### 人口
熱海市は全国平均と比べて少子高齢化が進んでおり、人口も減少傾向にある。ただし、近隣の箱根町と同様に地方交付税の不交付団体であるため、過疎地域への指定は免れている。
| |                                        |  |
| 熱海市と全国の年齢別人口分布（2005年） | 熱海市の年齢・男女別人口分布（2005年） |  |
| ■紫色 ― 熱海市 ■緑色 ― 日本全国 | ■青色 ― 男性 ■赤色 ― 女性              |  |
| 熱海市（に相当する地域）の人口の推移 \| 1970年（昭和45年） \| 51,281人 \| \| \| 1975年（昭和50年） \| 51,437人 \| \| \| 1980年（昭和55年） \| 50,082人 \| \| \| 1985年（昭和60年） \| 49,374人 \| \| \| 1990年（平成2年） \| 47,291人 \| \| \| 1995年（平成7年） \| 45,610人 \| \| \| 2000年（平成12年） \| 42,936人 \| \| \| 2005年（平成17年） \| 41,202人 \| \| \| 2010年（平成22年） \| 39,611人 \| \| \| 2015年（平成27年） \| 37,544人 \| \| \| 2020年（令和2年） \| 34,208人 \| \| |                                        |  |
| 総務省統計局 国勢調査より |                                        |  |
| 1970年（昭和45年） | 51,281人                               |  |
| 1975年（昭和50年） | 51,437人                               |  |
| 1980年（昭和55年） | 50,082人                               |  |
| 1985年（昭和60年） | 49,374人                               |  |
| 1990年（平成2年） | 47,291人                               |  |
| 1995年（平成7年） | 45,610人                               |  |
| 2000年（平成12年） | 42,936人                               |  |
| 2005年（平成17年） | 41,202人                               |  |
| 2010年（平成22年） | 39,611人                               |  |
| 2015年（平成27年） | 37,544人                               |  |
| 2020年（令和2年） | 34,208人                               |  |

### 隣接自治体
静岡県
- 伊東市
- 伊豆の国市
- 田方郡：函南町

神奈川県
- 足柄下郡：湯河原町

## 歴史

### 先史
古くからの湯治の地であり、元々の地名表記は「阿多美」（阿多美郷）であったが、海から熱い湯が湧き出ていたことや「あつうみが崎」とも呼ばれていたことなどから、江戸時代までには「熱海」表記が定着した。

### 古代
熱海温泉は、奈良時代（749年）に箱根の万巻上人が、漁民を困らせていた海底火山の噴火を祈祷によって、陸地の火山（大湯間歇泉）へ移動させたという開湯伝説があり、そこに湯前神社（湯前権現）を作られたと伝わっている。もちろん、単なる自然現象・自然災害である。
『伊豆風土記』の記述（713年）にも、大湯間歇泉を表現していると見られる箇所がある。どちらも、湯前神社に祀られている神であるスクナビコナ神（少彦名神・少名毘古那神）に言及している。
また北部の伊豆山地区の伊豆山温泉（走り湯）は、699年（文武3年）に役小角（役行者）によって発見されたとする開湯伝説が伝わっており、さらに北端の泉地区が関わっている湯河原温泉は、万葉集の歌にも詠まれるなど、総じてこの地域の温泉の起源は、古代に遡るほど古い。
またこの地域は、古くからの山岳霊場である十国峠（日金山）の影響下にある地域でもあり、伊豆山神社（伊豆山権現）も元々は、応神天皇・仁徳天皇の時代に松葉仙人が日金山に「伊豆山の浜辺に現れた神鏡」を祀る祠（現・日金山東光寺）を創ったのが起源とされ、数度の東遷を経て836年（承和3年）に現在地に落ち着いたと社伝で伝えている。

### 中世
そして源頼朝以来、伊豆山神社（伊豆山権現）が箱根神社（箱根権現）と共に「二所権現」に指定され、「二所詣」が行われるようになると、日金山は両社を結ぶ要所の霊場として発展し、各地からの参拝道も整備された。
こうして戦国時代以前までは、源頼朝や鎌倉幕府3代将軍源実朝をはじめとする東国武士に崇敬された伊豆山神社（走湯神社, 伊豆山権現）の麓にある伊豆山温泉（走り湯）の方が有名であったが、伊豆山・箱根両権現の別当寺（神宮寺）所属の僧兵たちが小田原の北条氏側に加勢したことで、1590年（天正18年）の豊臣秀吉による小田原征伐の過程で一帯が焼き討ちに遭うなど多大な被害を被ることになった（江戸時代に再建）。

### 近世
他方の熱海温泉は、1593年（文禄2年）9月に関白・豊臣秀次が40日余り湯治に訪れ、さらに1602年（慶長7年）と1604年（慶長9年）3月に徳川家康が湯治に訪れ、その後、江戸幕府3代将軍徳川家光が現在熱海市役所がある場所に湯治用の「御殿」（ごてん）を造らせたり、4代徳川家綱以降は熱海の湯を江戸城まで運ばせる「御汲湯」（おくみゆ）が行われるなど、「将軍御用達の湯」として徳川家に愛用されるようになったため、江戸時代には「温泉番付」で行司役の一角を占めるほどに全国的な知名度と特権的格付けを獲得した。
江戸時代の熱海温泉は、「大湯」の周辺（現・熱海ニューフジヤホテル別館（アネックス）周辺）に27戸程度の「湯戸」（ゆこ）と呼ばれる引湯権を持った特権的な温泉宿が連なって湯治場が形成されていた。江戸時代の熱海村は幕府直轄地（天領）であり、江戸に滞在している大名・旗本やその親族も、幕府の許可を得て度々湯治に訪れた。
（なお、「御殿」跡は明治維新後に熱海村の公有地となるが、三菱の岩崎弥太郎が1878年（明治11年）に買い取って宮内省へ提供し、1889年（明治22年）から1931年（昭和6年）まで、主に大正天皇の療養を目的とした、当時横浜・神戸に次ぐ3番目の御用邸である「熱海御用邸」が建てられていた。その後熱海町へと払い下げられ、現在当地には市役所が立っている。）

### 近代

#### 主要年表
明治
- 1889年（明治22年）

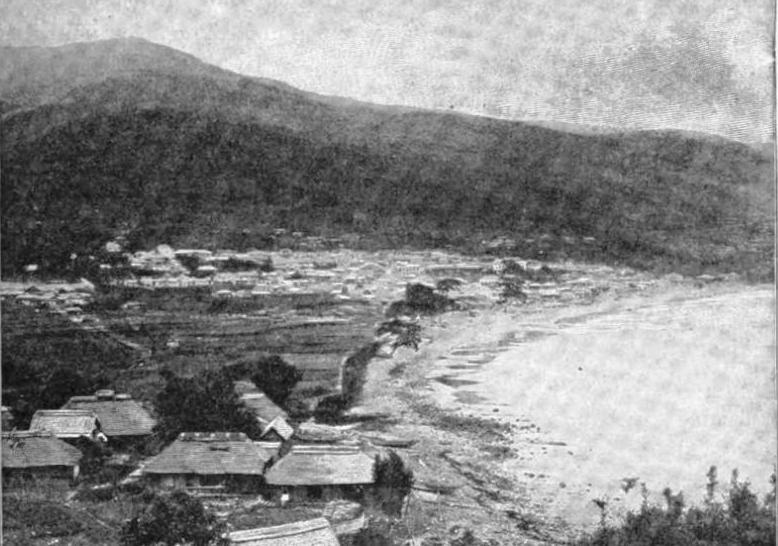
1900年頃の熱海

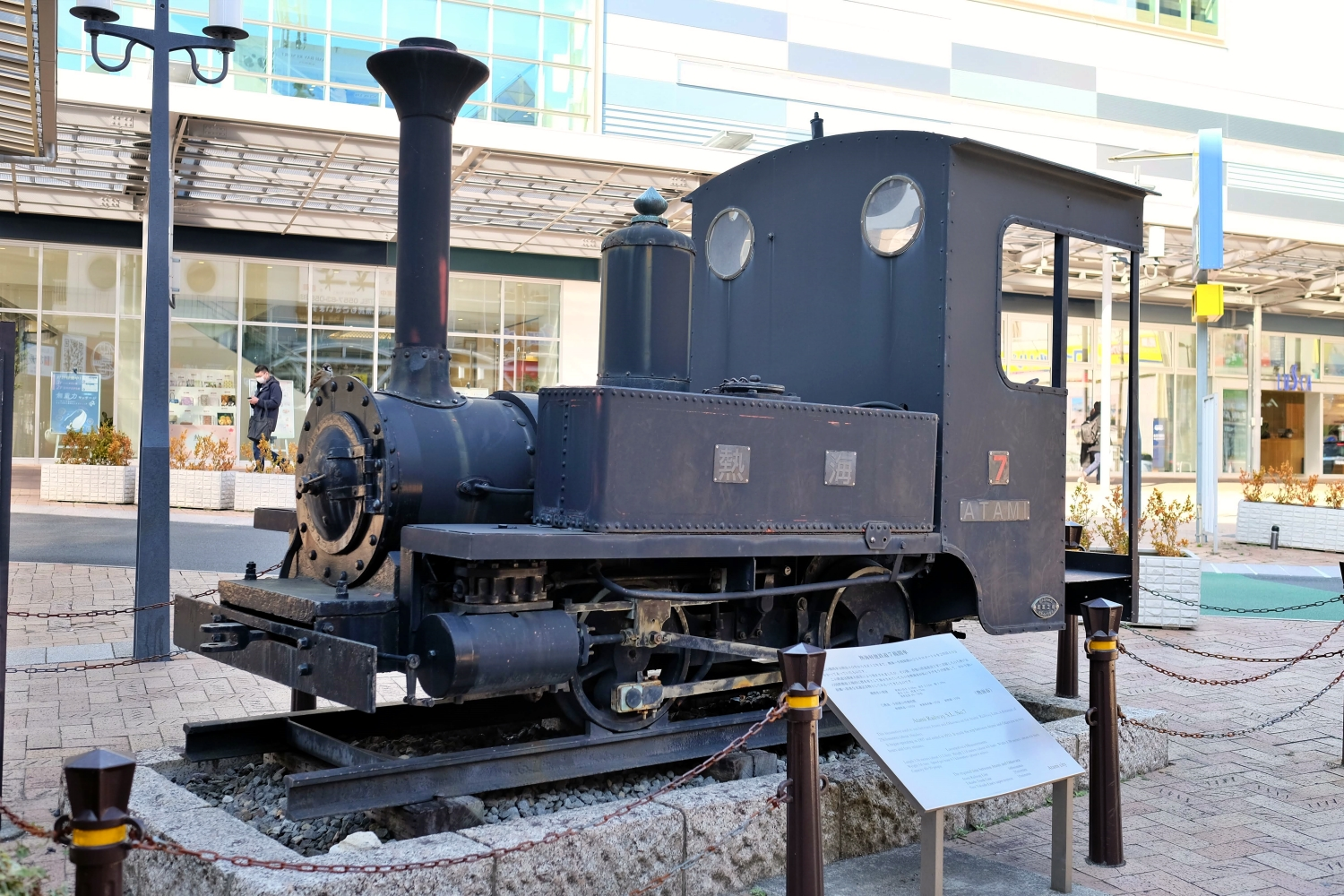
熱海駅前に展示されている軽便鉄道の蒸気機関車

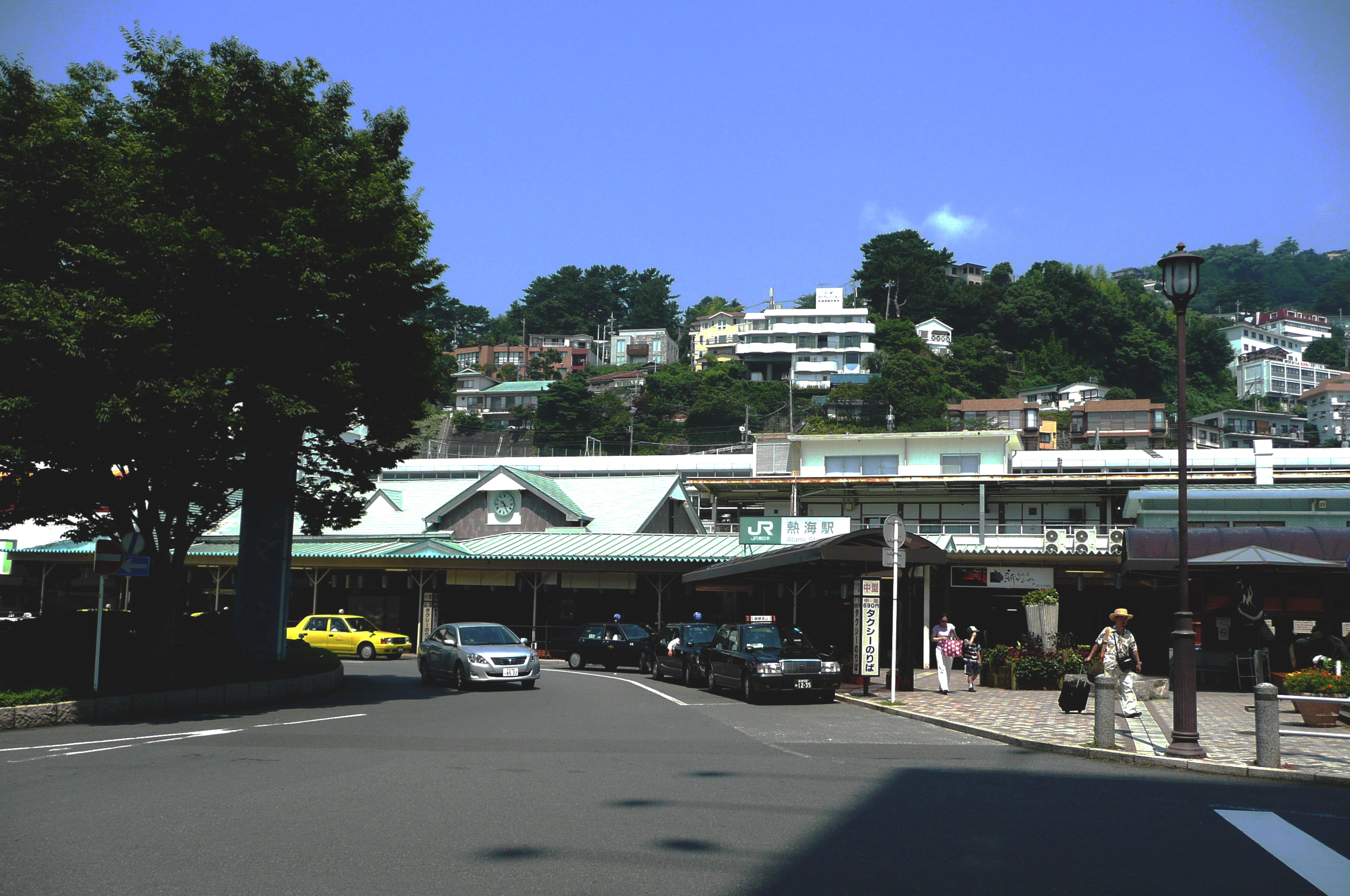
熱海駅旧駅舎

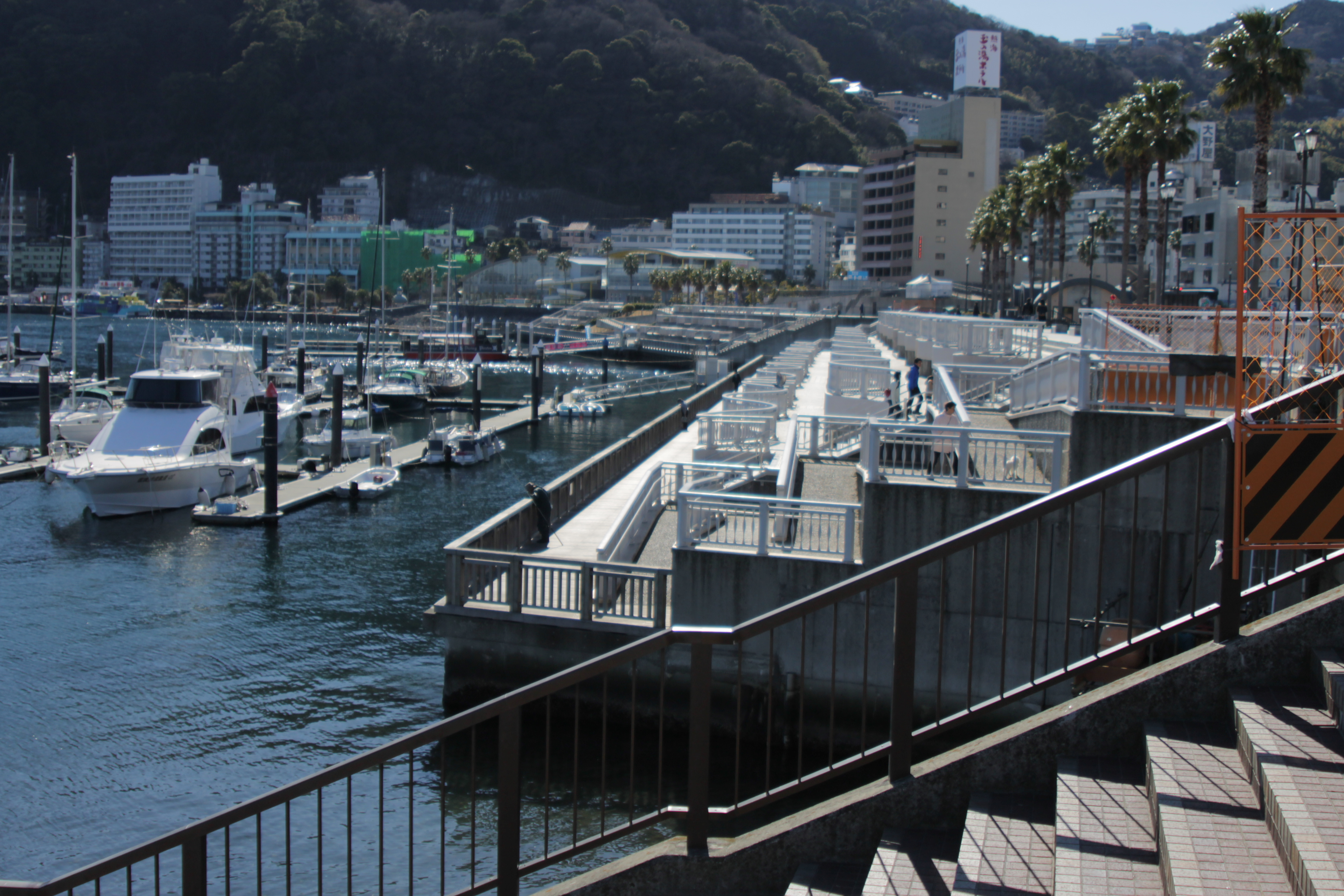
親水公園

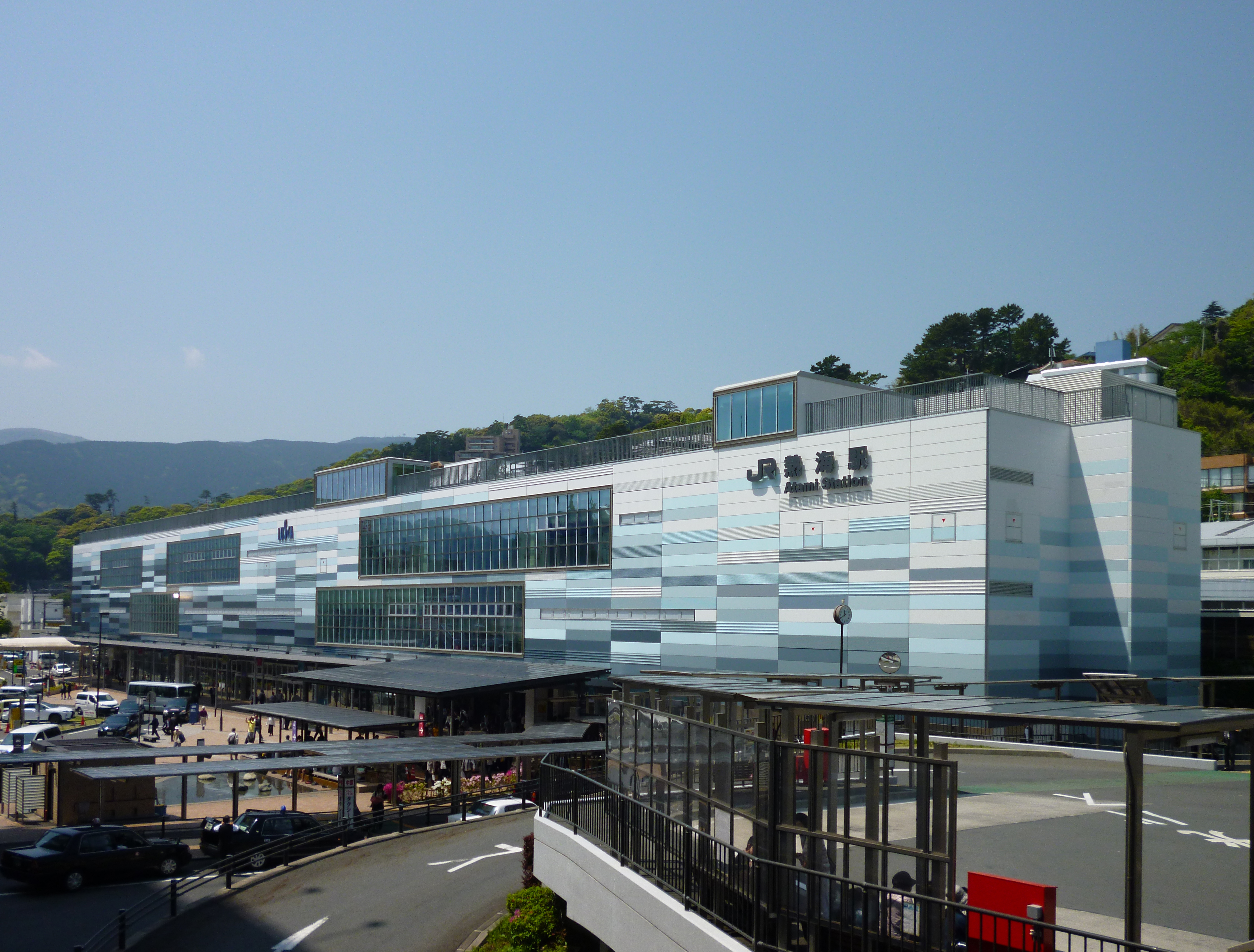
熱海駅ビル「ラスカ熱海」

  - 1月1日 - 東京～熱海間で日本初の市外電話用電話回線が敷かれる[19]。
  - 4月1日 - 町村制の施行により、熱海村、伊豆山村、泉村、初島村が合併して賀茂郡熱海村が発足。
  - 6月 - 「熱海御用邸」竣工[19]。
- 1891年（明治24年）6月11日 - 熱海村が町制施行して熱海町となる。
- 1896年（明治29年）
  - 3月12日 - 豆相人車鉄道熱海-小田原間開通。
  - 4月1日 - 郡制の施行により所属郡が田方郡に変更。
- 1897年（明治30年）-1902年（明治35年） - 尾崎紅葉が読売新聞に『金色夜叉』を連載、爆発的人気となり熱海の知名度向上に貢献[19]。
- 1906年（明治39年）6月15日 - 豆相人車鉄道が熱海鉄道に社名変更。
- 1907年（明治40年）12月 - 熱海鉄道が人車鉄道から軽便鉄道の蒸気機関車へと切り替え[19]。

大正
- 1924年（大正13年） - 国鉄熱海線（国府津駅-熱海駅間）開通[22]。
- 1925年（大正14年） - 熱海駅舎が完成[22]。

昭和
- 1929年（昭和4年）11月24日 - 海岸埋め立てに反対する青年が昭和天皇に直訴する事件が発生。不敬漢を出した町として謹慎ムードが高まり、町長や町会・区会議員が進退伺を出すに至った。事件後、埋め立て業者は地元と妥協点を探るようになり事業規模は縮小された[23]。
- 1932年（昭和7年）10月30日 - 西山の別荘地で熱海事件が発生。銃撃戦により警官2人が負傷、11人が検挙[24]。
- 1934年（昭和9年） - 丹那トンネル開通[25]。熱海駅-沼津駅間が開通し、国鉄東海道本線が（現・御殿場線ルートから）現ルートへと切り替えられる。
- 1935年（昭和10年）3月30日 - 国鉄伊東線の熱海駅-網代駅間が開業。
- 1937年（昭和12年）4月10日 - 熱海町と多賀村が合併し熱海市が発足[26]。
- 1938年（昭和13年）12月15日 - 国鉄伊東線（熱海駅-伊東駅間）全面開通。

### 現代
昭和
- 1950年（昭和25年）
  - 4月13日 - 熱海大火発生、市街中心部焼失[25]。市役所、警察署、消防署、旅館47軒を含む約1500棟が全焼[27]。
  - 5月1日 - 静岡県熱海復興事務所開設[25]。
  - 8月1日 - 「熱海国際観光温泉文化都市建設法」が公布、国際観光文化都市指定[25]。
- 1956年（昭和31年）10月16日 - 十国峠ケーブルカー開通。
- 1957年（昭和32年）
  - 1月1日 - 熱海美術館（MOA美術館の前身）開館[28][29]。
  - 4月1日 - 網代町を編入合併。
- 1959年（昭和34年） - 熱海城開業。
- 1962年（昭和37年） - 伊豆スカイライン（十国峠-巣雲山）開通。錦ヶ浦トンネル、曽我浦トンネル開通[30]。
- 1964年（昭和39年）10月1日 - 東海道新幹線開業[25]。
- 1965年（昭和40年）8月1日 - 熱海後楽園開業、熱海ビーチライン供用開始。
- 1966年（昭和41年）
  - 熱海新道供用開始。
  - 熱海ロングビーチ開業。
  - 二代目お宮の松が植栽される[31]。
- 1967年（昭和42年） - 熱海第一ビル竣工。
- 1971年（昭和46年） - 赤根トンネル開通[30]。
- 1973年（昭和48年） - 熱函道路供用開始。
- 1982年（昭和57年）1月11日 - MOA美術館開館[28][29]。
- 1986年（昭和61年） - 熱海サンビーチ完成、貫一・お宮像設置[30]。
- 1987年（昭和62年）8月25日 - 和田浜南町（熱海港）沖の大規模埋め立て工事完了[32]。

平成
- 1997年（平成9年）- 2009年（平成21年） - 渚親水公園各工区順次完成。
- 1999年（平成11年）4月14日 - エフエム熱海（現：エフエム熱海湯河原（Ciao!））開局。
- 2000年（平成12年） - マリンスパあたみ開業[30]。
- 2004年（平成16年） - 長浜海水浴場が新装オープン[33]。
- 2016年（平成28年）11月25日 - 熱海駅ビル「ラスカ熱海」開業。
- 2017年（平成29年）4月 - 市制施行80周年を記念し、『熱海温泉誌』を発行。
- 2018年（平成30年）
  - 6月-7月 - 熱海国際映画祭を初開催。
  - 11月 - 熱海怪獣映画祭を初開催。

令和

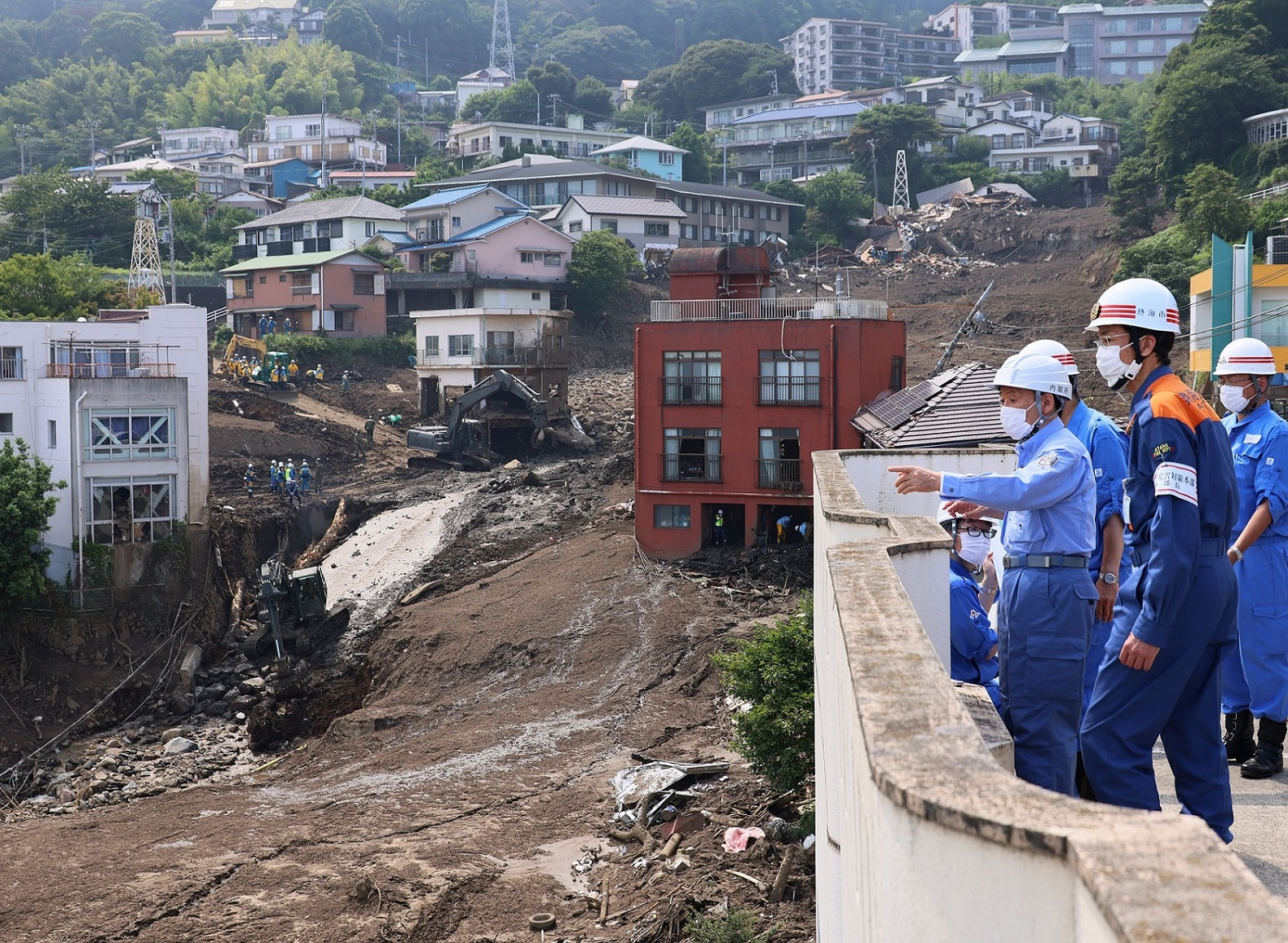
熱海土石流の被災現場を視察する菅義偉

- 2021年（令和3年）7月3日　- 熱海市伊豆山土石流災害。28人が死亡。

### 保養地・観光地として
既述の通り、熱海は江戸時代までには隣接する湯河原や箱根地域などと共に、江戸の西部近郊の温泉保養地としての地位を確立しており、江戸が東京になった明治以降もそれは変わりがなかった。そして特に、岩倉具視の命を受けた内務省の長与専斎が1886年（明治19年）に大湯間歇泉付近に日本初の温泉療養所「噏滊館（きゅうきかん）」を作った影響もあり、多くの政治家や政府高官が保養や会談のために熱海に訪れていたため、1889年（明治22年）には日本で最初に東京との市外電話が敷かれ、また同年には後の大正天皇のための「熱海御用邸」が竣工している。
1896年（明治29年）に開通した豆相人車鉄道（熱海～小田原間）が、11年後の1907年（明治40年）には小型の蒸気機関車が牽引する軽便鉄道となり、交通の便がかなり改善されたことで、明治末から大正時代以降は、それまでの政治家・皇族といった一部の特権階級に限られていた従来の来遊客層に加え、学者・文人・実業家なども熱海に訪れるようになり、中には「双柿舎」を作った坪内逍遥や、後の「起雲閣」を作った内田信也（戦後には、谷崎潤一郎や志賀直哉なども）のように、そのまま熱海に別荘を設ける者も出てくるようになり、市街地も拡大されていった。また、尾崎紅葉の『金色夜叉』、島崎藤村の『熱海土産』、芥川龍之介の『トロツコ』のように、熱海が文学作品の舞台としても扱われるようになり、庶民の認知度も高まるようになる。
1924年（大正13年）に省線の熱海線（国府津-熱海間）が開通し、さらに1934年（昭和9年）に丹那トンネルが開通して沼津と連結され、東海道線が（現・御殿場線のルートから）熱海を経由する現ルートへと切り替わったことで、交通の便が劇的に向上し、また関西方面からの来遊客も加わるようになったことで、これ以降熱海への来遊客は目覚しく増えるようになり、またその内容も湯治から団体旅行中心となり、それに対応すべく旅館・各種施設も増えたことで、熱海は「湯治場」から「温泉観光都市」へと変容していくことになる。
1950年（昭和25年）4月13日には、市街地を焼失する「熱海大火」を経験するが、同年8月1日には「熱海国際観光温泉文化都市建設法」が公布され、国際観光温泉文化都市としての社会基盤を整えるべく、区画整理による市外中心部の再建、道路・港湾の整備、市庁舎・観光会館の建築、衛生施設の建設整備、市営住宅の建設などが進められたことで、3年後には大火以前の水準を回復し、超えることになる。
1964年（昭和39年）10月1日には東海道新幹線が開通し、熱海駅は開業後10か月の1日平均乗降客数が8092人で、東京・新大阪・名古屋・京都についで第5位となる。また、その前後の1960年代（昭和30-40年代）頃には、伊豆スカイライン・熱海ビーチライン・熱海新道・熱函道路といった各方面をつなぐ道路も整備され、熱海美術館・熱海城・熱海後楽園などの各種施設も開館するなど、より観光地としての地位を確固たるものにしていく。そして1969年（昭和44年）には、年間の観光客数がピークの532万人に達した。
1970年代後半（昭和50年代）以降になると、海外旅行ブームや旅行形態の変化のあおりを受けつつ、観光客数（観光入込客数）は年間400万人台を漸減ないしは横ばいで推移していく。他方で西洋風別荘やリゾートマンションが増えていき、特に1980年代後半～1990年代初頭のバブル景気においては、リゾートマンションが数多く作られた。東京近郊で新幹線と温泉・海・山が揃っているという立地条件の良さゆえに、21世紀以降も熱海ではリゾートマンションが他の地域と比べると継続的に作られ続けている。
しかし1990年代に入ると、バブル崩壊と景気低迷、企業の経費削減による団体旅行（社員旅行・慰安旅行）の減少・縮小や保養所の閉鎖、少子化、施設の老朽化などの影響もあり、観光客数（観光入込客数）は年間300万人台を漸減していくようになり、それに合わせて旅館の数も減少していく。
2000年代に入ってもこの傾向は変わらず、2000年代後半には観光客数（観光入込客数）は年間200万人台にまで落ち込むが、東日本大震災があった2011年（平成23年）に250万人程度まで大きく落ち込んだ後は、反転して2015年（平成27年）に宿泊ベースで300万人台に戻った後も回復傾向にある。理由・要因としては、
- 沿岸部の「親水公園」の整備。
- 駅ビル「ラスカ熱海」の開業。
- 経営体力がある地元ホテル・旅館の施設改装・増築や、（星野リゾート、大江戸温泉物語、カトープレジャーグループ、伊東園ホテルズ、万葉倶楽部、リブマックスなど）新興の大手リゾートホテルチェーンによる市内の老舗ホテル・旅館の買収・合理化や新築。
- 沿岸部の地中海リゾートを意識したリゾートマンションの増加による景観の向上。

などにより、「古びた昭和の温泉街」から「お洒落で便利なリゾート地」へのより一層の脱皮が進んだこと（他方で、首都圏の都市部などと比べると再開発が緩やかなので、新旧の施設・店舗が混在しており、「レトロ」も熱海観光の売り文句の1つとなっている）や、
- 齊藤栄市政下における財政再建の進展と、積極果敢な官民挙げてのイベントやメディアPR。
- 株式会社TTCや、NPO法人atamista/株式会社machimori、来宮神社等による地域ブランド・地域おこし事業。
- （安倍政権下の円安などによる）消費者の国内回帰現象。
- 東京近郊で「鉄道（新幹線）・温泉・海・山」を兼ね備えた、熱海の立地条件の良さの再評価。

などを挙げることができる。

### 災害史
近年の災害など
- 狩野川台風
- 北伊豆地震
- 伊豆半島沖地震
- 伊豆大島近海の地震
- 平成16年台風第22号
- 平成19年台風第9号
- 平成25年台風第26号
- 熱海市伊豆山土石流災害

## 行政

### 市長
- 市長：齊藤栄（2006年9月14日就任、5期目）

歴代市長
- 樋口修次（1937年7月25日 - 1943年3月31日）[1]
- 水谷良雄（1943年5月6日 - 1945年9月25日）[1]
- 鶴見憲（1945年10月4日 -1947年4月1日）[1]
- 岸衛（1947年4月5日 - 1948年7月12日）[1]
- 宗秋月（1948年9月7日 - 1952年2月28日[1]、1期）
- 山形文雄（1952年4月17日 - 1956年4月16日[1]、1期）
- 小松勇次（1956年4月17日 - 1962年7月29日[1]、2期途中）
- 市川止（1962年9月14日 - 1970年9月13日[1]、2期）
- 川口美雄（1970年9月14日 - 1982年9月13日[1]、3期）
- 内田滋（1982年9月14日[1] -1994年9月13日、3期）
- 川口市雄（1994年9月14日 - 2006年9月13日、3期）
- 齊藤栄（2006年9月14日 - 5期目）

### 役所
- 熱海市役所（中央町、旧御殿・旧熱海御用邸）
  - 泉支所（泉、泉公園西方）
  - 南熱海支所（下多賀・小山、小山臨海公園南東脇）

### 政策
別荘等所有税
熱海市は別荘やリゾートマンションが多く（計1万戸以上）、住民票を熱海市へと移さずに二拠点生活者（デュアラー）となっている人数が、総人口の4分の1程度の規模（9000人程度）にものぼるため、彼らにも相応の行政サービスのコストを共に負担してもらうために、1976年（昭和51年）から全国でも珍しく別荘等所有税を導入している（年額は建物1平米当たり650円、合計数万円程度）。
市営温泉
熱海では、戦前から大湯間歇泉周辺の源泉開発に伴う紛争を管理するために、「区有温泉」「町有温泉」制度を整備してきた歴史的経緯があり、1937年（昭和12年）に市制が施行された当初から、多くの源泉を所有・管理する「市有温泉（市営温泉）」制度が確立されていた。
そのため、熱海市内の多くの地域（泉・市街地・南熱海の住宅地の大部分）では、市営温泉の供給網が整備されており、加入金（数十万円）と毎月の温泉料（1万5千円程度）を払うことで、自宅に温泉を引き込むことができる。

### 財政
財政問題
2006年（平成18年）12月5日、熱海市の財政再建を期待されて当選した齊藤栄市長によって、「熱海市財政危機宣言」が発表された。その後、表現が強過ぎるとの各方面からの苦情・批判を受け、翌月の2007年（平成19年）1月25日に「熱海市財政再建スタート宣言」と改名している。
これは、当時の財政赤字比率が30%を超え財政調整基金が底を突きかけていた熱海市の財政状況を、5年後をメドに再建させることを目指したものであり、実際に5年後の2011年（平成23年）には不良債務残高を24.1億円減少させ、財政調整基金残高を17.4億円増加させるなど、財政再建に成功している。こうした手腕が評価され、齊藤栄市長は熱海市政史上初めて4期以上務める市長となった。

### 広域行政
関東地方とのつながり・連携
歴史的に見ても明治初期は現在の神奈川県西部とともに足柄県に属していたことからもわかるように、神奈川や東京の影響が大きく、いつの国勢調査においても、静岡県で唯一、関東大都市圏に含まれている。
また、就業地別では、湯河原町・小田原市といった神奈川県西部方面への流動が、丹那トンネル以西の県東地区への流動を上回っているとともに、東京都区部・横浜市への流動が静岡市への流動を圧倒的に上回っている。
主要駅の熱海駅は上述してきたような鉄道開発の経緯もあり、静岡県内の東海道本線の駅では唯一JR東日本の管轄となっている。
熱海駅発の東海道本線のほとんどの列車が横浜駅や東京駅まで乗り入れており、2015年（平成27年）の上野東京ライン開通後は、埼玉県の浦和駅や大宮駅を超え、栃木県の県庁所在地である宇都宮駅、群馬県の中心都市である高崎駅まで乗り入れる列車も多く設定されている。
このような事情から、静岡県内であっても中部地方よりも関東地方との連携が深いとされる。
熱海市最北部の泉地区は、千歳川（熱海市と湯河原町、また静岡県（伊豆国）と神奈川県（相模国）の境界となっている川）を中心とした「湯河原温泉」エリアの南部（「伊豆湯河原温泉」エリア）を構成しており、両者は一体的な関係にあるため、昭和時代から度々泉地区の湯河原町への編入合併が議論となってきたが、県をまたいだ編入合併となるため困難も多く実現には至っていない。
平成の大合併時には、熱海市と湯河原町、あるいは湯河原町および真鶴町と合併し、合併新市は神奈川県所属とする案が検討されたが、熱海市との合併を湯河原町が拒否し、湯河原町との合併を真鶴町が拒否するといった具合に、人口が少なく立場が弱い側が拒否する格好で不調に終わっている。
こうした地理的特性を抱えているため、1999年（平成11年）に開業したエフエム熱海は、2001年（平成13年）に放送エリアに湯河原町・真鶴町を加えた上でエフエム熱海湯河原と改名している。
また、神奈川県西部地域及び熱海市、計11市町の行政と観光関連事業者・団体が連携して滞在型の観光地づくりを目指す「箱根・湯河原・熱海・あしがら観光圏」が、2010年（平成22年）4月28日に観光圏整備法によって国に認定された。
他方でテレビ電波に関しては、2011年（平成23年）からの全面地上デジタル放送化に伴って放送区域の規制が厳格化され、地元ケーブルテレビ局による「東京波」の再送信が静岡県内である熱海市では禁止になってしまったため（競合ローカル局が無いNHK関東広域、テレビ東京、tvk、TOKYO MXは除く）、真鶴町・湯河原町の中継局（小田原テレビ中継局・湯河原中継局）や東京スカイツリーからの「東京波」が山に妨げられて届かない熱海市内の一部地域（27%程度）では、地元ケーブルテレビ局による「東京波」再送信が停止された2018年（平成30年）10月以降は「東京波」が見られなくなり（NHK関東広域、テレビ東京、tvk、TOKYO MXを除く）、「テレビ電波の分断」が生じてしまっている。

#### 市町村合併
現在のところ、どの隣接市町村とも合併は実施されていないが、上述のように平成の大合併の際には、市民アンケートの結果を受けて、交流の深い湯河原町と合併して神奈川県に移籍することを検討した経緯があり、新聞などで報道され注目を浴びた。

### 姉妹都市・提携都市

#### 国内
姉妹都市
- 別府市（九州地方 大分県）
  - 1966年（昭和41年）8月 - 姉妹都市提携

#### 海外
姉妹都市
- サンレモ市（イタリア共和国 リグーリア州 インペリア県）
  - 1976年（昭和51年）11月 - 姉妹都市提携
- カスカイス市（ポルトガル共和国 グランテ・リスボア地方 リスボン県）
  - 1990年（平成2年）7月 - 姉妹都市提携

提携都市
- 珠海市（中華人民共和国 広東省）
  - 2004年（平成14年）7月 - 友好都市提携

### 地区
- 泉（いずみ） - 千歳川を中心とした「湯河原温泉」エリアの南部（「伊豆湯河原温泉」）を構成する熱海市最北部の地区。川沿いは西部上流から東部下流にかけて泉中沢（なかざわ）、泉五軒町（ごけんちょう）、泉本区（ほんく）の3町内会に分かれる。千歳川沿いの泉公園は、湯河原町の万葉公園と共に「湯河原温泉」エリアのイベントで活用される。南方山中には「ゆずり葉（譲葉）」「桜ヶ丘」、南東沿岸部（門川南方）には「大黒崎（おおくろさき）」（東熱海別荘地）と呼ばれる分譲住宅地区を抱える。
- 伊豆山（いずさん） - 伊豆山神社と伊豆山温泉（走り湯）を中心とした地区。北部山側の七尾（ななお）、北部海側の東伊豆山・稲村、中心部の仲道（なかみち）・浜（はま）、南方山側の岸谷（きだに）などに分かれる。また、ほぼ同程度の北緯に位置する西方の内陸地域である熱海駅裏の北部（熱海倶楽部ゴルフ場・鉢アラク別荘地周辺）、来宮駅裏北部の土沢（とさわ）地区、姫の沢公園、そして伊豆山神社のルーツでもある十国峠（日金山）の日金山東光寺なども、住所上は「伊豆山」に含まれている。
- 熱海市街地 - 概ね北東から南西に伸びているイメージなので、慣習的に北部を「東部」、南部を「西部」と呼んでいる。
  - 東部 - 桃山小学校・熱海中学校・熱海駅などを中心とした北部地区。海光町、桃山町、林ガ丘町、春日町、田原本町、東海岸町、咲見町など。熱海サンビーチがある。
  - 中部 - 第一小学校・来宮神社・来宮駅・市役所を中心とした中部地区。相の原町、西熱海町、日金町、緑ヶ丘町、笹良ヶ台町、西山町、梅園町、福道町、上宿町、銀座町、水口町、中央町、清水町(一部)、渚町(一部)など。熱海梅園や、親水公園(第1・第2工区)がある。
  - 西部 - 第二小学校・今宮神社を中心とした南部地区。清水町(一部)、渚町(一部)、昭和町、和田浜南町、和田町、小嵐町、桜木町、桜町、梅花町、紅葉ガ丘町、青葉町、山手町など。親水公園(第3・第4工区)・渚小公園、熱海海浜公園・マリンスパあたみ、熱海港などがある。
- 南熱海
  - 多賀（たが） - 他の地域の「多賀」[注釈 1]と区別するために、伊豆地域の多賀として「伊豆多賀（いずたが）」とも呼称される。
    - 上多賀（かみたが） - 多賀地区北部。多賀神社を中心とした地区。北方山側には市内最大の別荘地「熱海自然郷」があり、その奥には熱海市の最高峰である多賀火山の玄岳（くろたけ）がある。海側には南方に「長浜海浜公園/長浜海水浴場」があり、北方の赤根トンネルから曽我浦トンネル近辺までのエリア、すなわち「赤根/赤根崎（あかねざき）」やアカオハーブ&ローズガーデン/アカオビーチリゾートがある「曽我/曽我浦（そがうら）」なども、住所上は「上多賀」に含まれる。また、長浜を臨む南方の山の手には、伊豆多賀駅や熱海高校（所在地は下多賀）もある。
    - 下多賀（しもたが） - 多賀地区南部。下多賀神社を中心とした地区。多賀小学校・多賀中学校や熱海高校の所在地であり、大型スーパーなどもある南熱海の中心的な地区。山伏峠を通って伊豆の国市（大仁）へと抜ける県道80号（熱海大仁線）も通っている。下述する南方の諸地区も住所上「下多賀」として包含する。
      - 中野（なかの） - 津島神社を中心とする住宅地区。山側には亀石峠へと抜けて県道19号（伊東大仁線（宇佐美大仁道路））に合流する1車線の小道（中野林道）も通っている。
      - 小山（おやま） - 熱海市役所の「南熱海支所」所在地。海側に「熱海マリーナ」「小山臨海公園」「南熱海マリンホール」などがある。
      - 和田木（わだき） - 網代駅が所在。東隣りの網代地区と共に「網代温泉」エリアを構成。北方海側には「大縄公園/網代温泉海水浴場（大縄海水浴場）」があり、また南方山中には「あじろ南熱海が丘」「南熱海グリーンヒル」といった別荘地を抱える。

  - 網代（あじろ） - 熱海市南東部の漁業地区。1957年に熱海市に編入合併されるまで、網代町という独立した港町だった。第3種漁港である網代漁港がある。西から東にかけて、片町（かたまち）、南町（みなみちょう）、宮町（みやちょう）、宮崎（みやさき）、町場（丁場/ちょうば）、栄町（さかえちょう）、旭町（あさひちょう）、緑町（みどりちょう）、網代山（あじろやま）という9町内会に分かれる。南方山側の中腹には気象庁の気象観測所があるので、静岡県の天気予報では「網代」の名がよく見られる。また初島を臨む南東の山麓から沿岸の国道にかけては、和田木地区の別荘地と地続きの、別荘・温泉宿・リゾートマンション集中エリア（緑町・網代山地区）を抱える。
- 初島（はつしま） - 熱海港から往来できる網代の東方海上の観光島。「静岡県の東端」であると同時に、「静岡県唯一の有人島」でもある（伊豆大島をはじめとする伊豆諸島は、東京都管轄であるため）。また、十国峠・熱海峠-伊豆スカイラインのような山地以外では唯一、市内から富士山を見ることができる場所でもある。出入口となる初島港と、地元民の店舗・住居・共同体施設は北部に集中し、それ以外は南西部をリゾートトラスト系の「エクシブ初島クラブ」の施設が、南東部を富士急系の「PICA初島」の施設がそれぞれ占めている。その狭間の南部の高台には、熱海テレビ中継局の電波塔と初島灯台が建っている。
- その他（「熱海市熱海」） - 熱海パサニアクラブ周辺、熱海市火葬場、熱海市環境センター、西熱海ゴルフコース、水口町西方の「頼朝ライン」以西、錦ヶ浦・熱海城から熱海自然郷にかけての「熱海新道」付近など、大規模に新規開発造成された辺境山地の建物・施設に割り当てられる住所。

#### 町内会
熱海市街地では、住所に用いられている「町名」とは異なる名称・区分の「町内会」が存在しており、祭り・運動会・ゴミ収集など、コミュニティに関する事柄はこの「町内会」単位で行われることが多い。
| 町内会         | 町名                           |
| -------------- | ------------------------------ |
| 海光町         | 海光町・春日町                 |
| 東田原町       | 春日町                         |
| 田原町         | 田原本町・春日町・東海岸町     |
| 田原本町       | 田原本町・咲見町               |
| 桃山台町       | 桃山町・林ガ丘町・(伊豆山)     |
| 和光町(和光園) | 桃山町・林ガ丘町               |
| 林が丘西       | 林ガ丘町                       |
| 汐見町         | 東海岸町                       |
| 東町           | 東海岸町・咲見町・銀座町・渚町 |
| 咲見町         | 咲見町・林ガ丘町               |
| 温泉通り町     | 咲見町・上宿町                 |
| 東銀座町       | 咲見町                         |
| 銀座町         | 銀座町・渚町                   |
| 浜町           | 銀座町・渚町                   |
| 中央渚         | 渚町                           |
| 友楽町         | 中央町・銀座町                 |
| 本町           | 中央町・銀座町・上宿町         |
| 旭町           | 中央町・渚町                   |
| 新宿町         | 中央町・上宿町・水口町         |
| 仲田町         | 上宿町・水口町                 |
| 福道町         | 梅園町・福道町・水口町         |
| 西熱海本町     | 西熱海町                       |
| 新西熱海       | 西熱海町                       |
| 土沢           | 日金町                         |
| 下松田町       | 日金町・緑ヶ丘町・西山町       |
| 笹良ヶ台町     | 笹良ヶ台町・緑ヶ丘町           |
| つつじヶ丘町   | 相の原団地                     |
| 梅園町         | 梅園町・相の原町               |
| 清水町         | 清水町・中央町                 |
| 旭町二丁目     | 清水町・渚町                   |
| 和田浜町       | 渚町                           |
| 和田浜南町     | 和田浜南町・昭和町・渚町       |
| 下天神町       | 昭和町・清水町・水口町         |
| 天神町         | 昭和町                         |
| 上天神町       | 昭和町・小嵐町                 |
| 天神山         | 小嵐町                         |
| 上小嵐町       | (上小嵐団地)                   |
| 小嵐町         | 小嵐町・桜町                   |
| 桜町           | 桜町・和田町                   |
| 上和田町       | 和田町                         |
| 栄町           | 和田町・桜木町                 |
| 錦町           | 和田町・桜木町・熱海           |
| 桜ヶ丘町       | 桜木町                         |
| 上紅葉ガ丘町   | 紅葉ガ丘町                     |
| 日向町         | 青葉町                         |
| 和田山町       | 青葉町                         |
| 前の沢町       | 山手町                         |
| ひばりヶ丘町   | (和田山市営団地)               |

## 議会

### 衆議院
- 選挙区：静岡県第6区（沼津市、熱海市、伊東市、下田市、伊豆市、伊豆の国市（旧韮山町、大仁町）、賀茂郡、駿東郡（長泉町、清水町））
- 任期：2021年10月31日 - 2025年10月30日
- 投票日：2021年10月31日
- 当日有権者数：425,131人
- 投票率：53.77％

| 当落 | 候補者名 | 年齢 | 所属党派     | 新旧別 | 得票数    | 重複 |
| ---- | -------- | ---- | ------------ | ------ | --------- | ---- |
| 当   | 勝俣孝明 | 45   | 自由民主党   | 前     | 104,178票 | ○    |
| 比当 | 渡辺周   | 59   | 立憲民主党   | 前     | 99,758票  | ○    |
|      | 山下洸棋 | 30   | 日本維新の会 | 新     | 22,086票  | ○    |

## 施設

### 裁判所
- 熱海簡易裁判所（春日町、熱海駅南東）
- 静岡家庭裁判所 熱海出張所（春日町、熱海駅南東）

### 警察
本部
- 静岡県警察 熱海警察署（福道町、来宮駅東方）

駐在所
- 泉駐在所（泉、泉本区バス停付近）

交番
- 伊豆山交番（伊豆山、伊豆山交差点脇）
- 熱海駅前交番（田原本町、熱海駅北東脇）
- 中央交番（東海岸町、熱海サンビーチ脇）
- 紅葉ガ丘交番（紅葉ガ丘町、紅葉ヶ丘バス停西方）
- 南熱海交番（下多賀、多賀中学校脇）

### 消防
本部
- 熱海市消防本部

消防署
- 熱海消防署（中央町、市役所北東隣り）
  - 泉分遣所（泉、泉公園西方）
  - 南熱海出張所（下多賀・小山、小山臨海公園南東脇）

消防団
- 第1方面隊（泉・伊豆山）
  - 第5分団（泉、泉分遣所と同所）
  - 第4分団（伊豆山、「般若院前」バス停付近）
- 第2方面隊（市街地）
  - 第1分団（咲見町）
  - 第2分団（福道町、来宮駅前）
  - 第3分団（昭和町、所記念病院南東）
- 第3方面隊（多賀）
  - 第6分団（上多賀、多賀神社脇）
  - 第7分団（下多賀、下多賀神社脇）
  - 第8分団（下多賀・和田木、「網代駅口」バス停付近）
- 第4方面隊（網代・初島）
  - 第9分団（初島、初木神社東隣り）
  - 第10分団（網代、網代交差点北方）
  - 第11分団（網代、「網代小学校」バス停北方）

### 医療
主な病院
- 国際医療福祉大学熱海病院

### 郵便局
主な郵便局
- 熱海郵便局

郵便番号
郵便番号は以下の通りである。2006年10月1日に変更。
- 熱海郵便局：413-00xx、413-85xx、413-86xx、413-87xx、413-01xx

### 図書館
- 熱海市立図書館（上宿町）

### 交流施設
- いきいきプラザ（保健センター、中央町）

## 経済

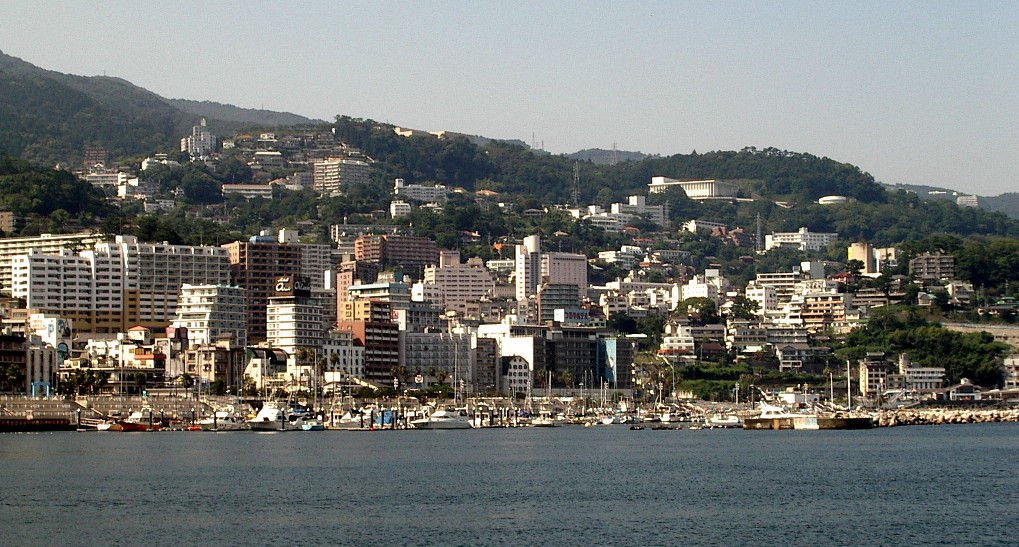
係留されたヨットとホテル群

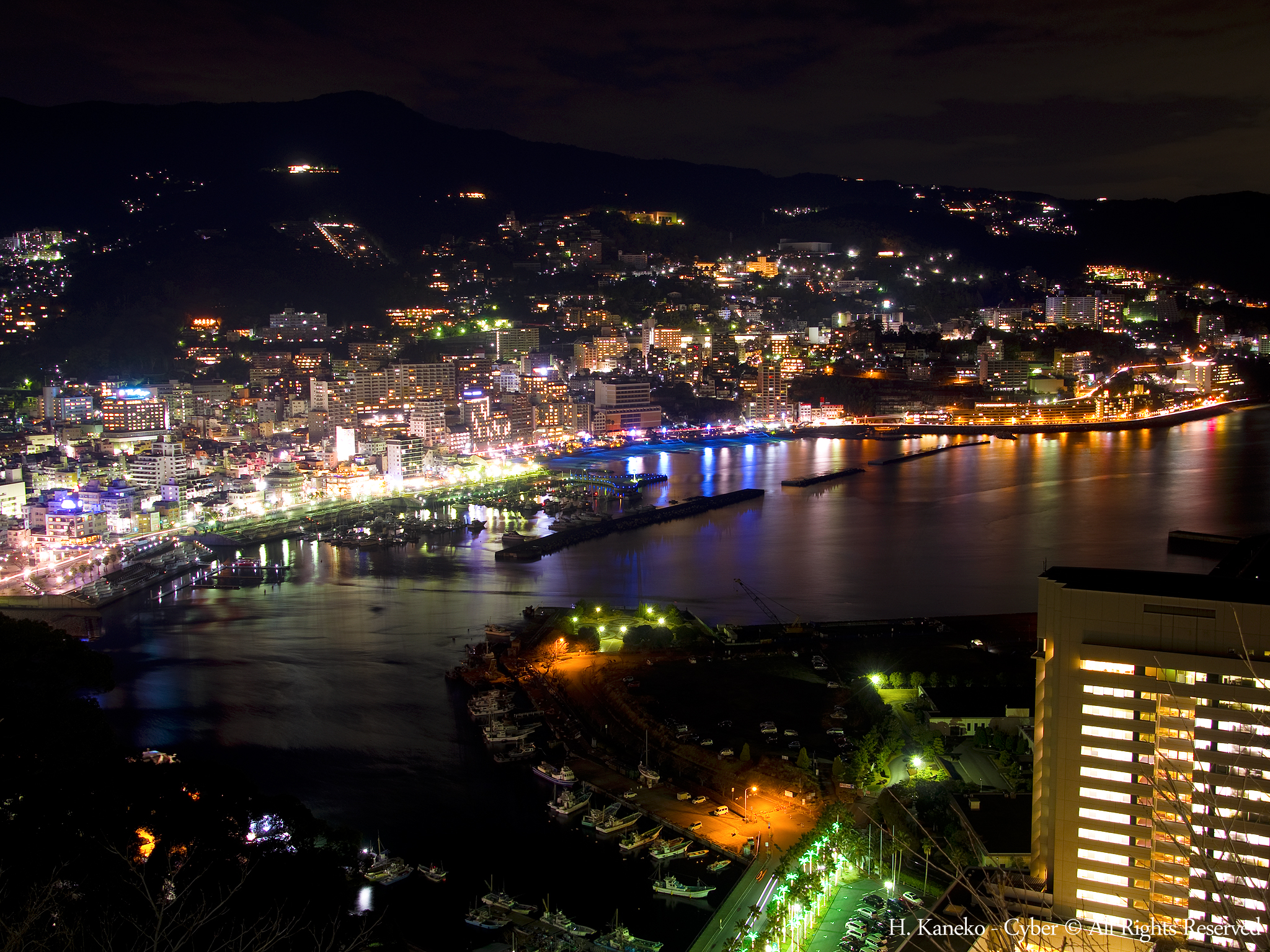
熱海市の夜景（2015年2月）

観光を中心とした産業が主軸で、平成17年度の国勢調査では次のような結果が出ている。
- 第1次産業に従事する者 : 1.7%
- 第2次産業に従事する者 : 12%
そのうち67%が建設業の従事者である。
- 第3次産業に従事する者 : 85%
そのうち30%が飲食店や宿泊業の従事者である。

## 情報・通信

### マスメディア

#### 新聞社
- 熱海新聞（伊豆新聞社発行）
- 伊豆毎日新聞（※紙媒体のみ）
- 熱海ネット新聞（※ネットのみ）
- 熱海経済新聞（※ネットのみ）

#### 放送局
- 伊豆急ケーブルネットワーク（IKC）
- （新光アンテナ設備（※緑ガ丘地区のみ））
- FM熱海湯河原（FM79.6MHz, Ciao!）

#### テレビ電波
真鶴半島中央にある小田原テレビ中継局や、東京スカイツリー（さらに、泉地区では湯河原テレビ中継局）からは関東広域圏の放送電波（東京波・関東波）が、初島の熱海中継局や、玄岳北方の熱海網代テレビ中継局からは静岡ローカル放送局の放送電波（静岡波）が届くため、両方に開かれた地域であればアンテナ環境を整えるだけでどちらも視聴することができる。しかし山によって片方の電波が妨げられている地域では、他方の放送しか視聴することができない（ただし、静岡波（及び、静岡県内に競合ローカル局が無いNHK関東広域・テレビ東京・テレビ神奈川・TOKYO MX）に関しては、下述するように地元ケーブルテレビ局と契約すれば、どこでも視聴可能となる）。
関東・神奈川方面とのつながりが強い土地柄ゆえ、関東方面のテレビ電波（東京波）に対する需要が高く、それが山に妨げられている地域では、かつては地元ケーブルテレビ局と契約することでその視聴が可能だったが、2011年のデジタル化を機に地元静岡ローカル局との利害調整が行われ、地元局と競合する東京波（日本テレビ・テレビ朝日・TBSテレビ・フジテレビ）の区域外再放送が2018年9月をもって終了することとなった。それ以降は、東京波が山に妨げられている一部地域（27%程度）では、静岡波のみ視聴可能となる。
東京波を良好に視聴できる地域は、湯河原テレビ中継局付近に立地している泉地区と、真鶴半島中央にある小田原テレビ中継局や東京スカイツリー方向に開かれている市街地の高層建築や市街地南岸部、多賀地区南部（下多賀）などをはじめとする沿岸部であり、視聴が困難な地域は、関東・神奈川方面（北東）に山を背負うことになる伊豆山地区、市街地西部・北部、多賀地区北部（上多賀）の内陸部など。

### 電信
市外局番
市外局番は大部分がNTT西日本管内の0557（NTT西日本伊東MA）だが、奥湯河原に接する泉は0465（NTT東日本小田原MA）で、NTT東日本の管内になる。

## 教育

### 大学
私立
- 国際医療福祉大学 熱海キャンパス（国際医療福祉大学熱海病院内の大学院）

### 専門学校
- 国際医療管理専門学校熱海校
- 国際観光専門学校熱海校
- 国際ペットビジネス専門学校熱海校
- 土屋学園家政専門学校
- 東海医療学園専門学校

### 高等学校
県立
- 静岡県立熱海高等学校

### 中学校
市立
- 熱海市立泉中学校
- 熱海市立熱海中学校
- 熱海市立多賀中学校
- 熱海市立初島中学校

### 小学校
市立
- 熱海市立泉小学校
- 熱海市立伊豆山小学校
- 熱海市立桃山小学校
- 熱海市立第一小学校
- 熱海市立第二小学校
- 熱海市立多賀小学校
- 熱海市立初島小学校

### 幼稚園
市立
- 熱海市立泉幼稚園
- 熱海市立伊豆山幼稚園
- 熱海市立あたみこども園（幼保一体）
- 熱海市立多賀幼稚園
- 熱海市立網代幼稚園
- 熱海市立和田木保育園
- 熱海市立初島保育園

### 保育園
市立
- 熱海市立あたみこども園（幼保一体）

私立
- MOA幼児学園
- 富士保育園
- 栄光熱海中央保育園
- 栄光熱海さきみ保育園

## 交通

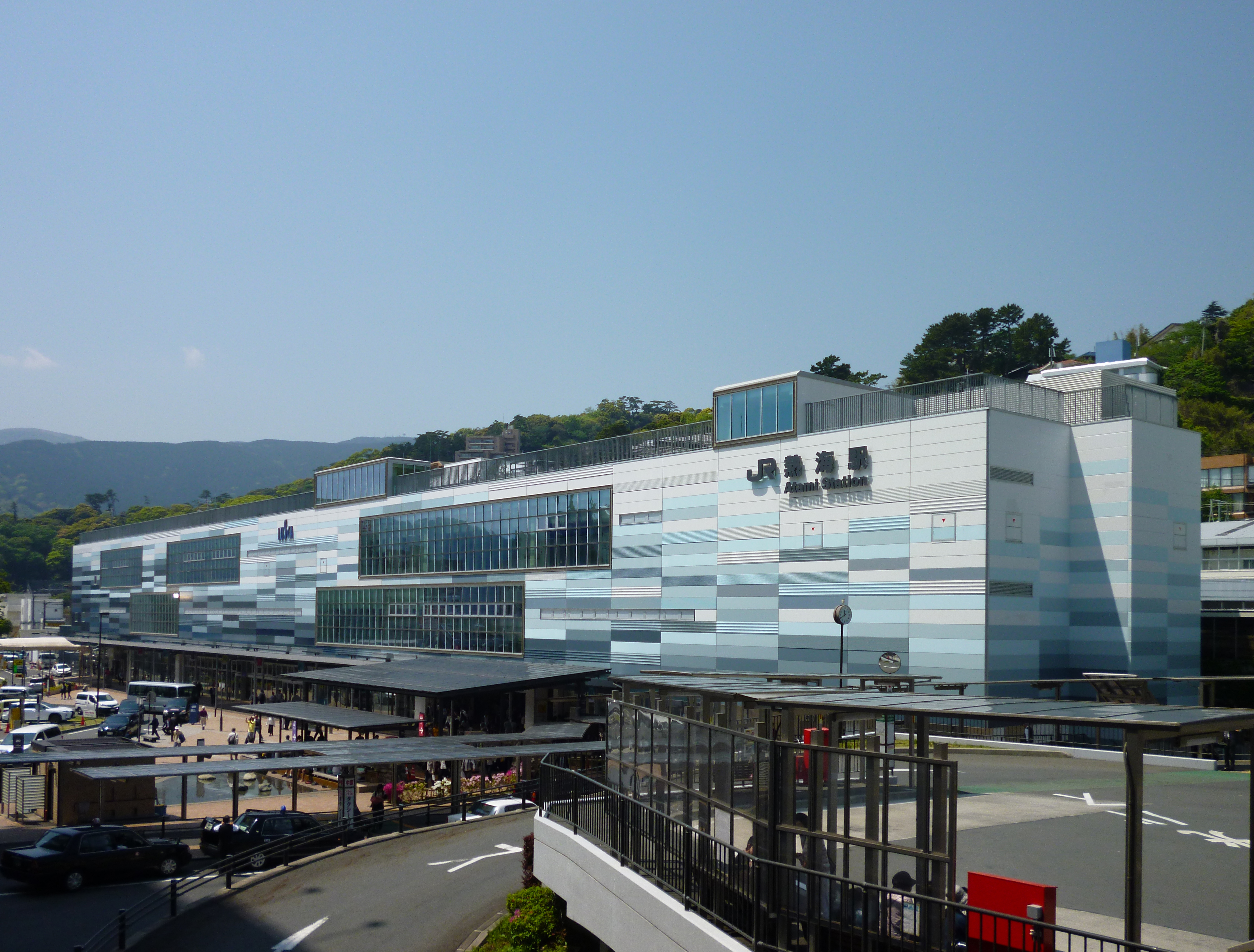
熱海駅

### 鉄道
市の中心に熱海駅が存在し、東海道新幹線と東海道本線、伊東線の接続駅となっている。ただし、市役所の最寄り駅は伊東線の来宮駅。

#### 鉄道路線
東日本旅客鉄道（JR東日本）
 東海道線・■上野東京ライン
- - 熱海駅

 伊東線・■上野東京ライン
- 熱海駅 - 来宮駅 - 伊豆多賀駅 - 網代駅 -

東海旅客鉄道（JR東海）
 東海道新幹線
- - 熱海駅 -

 東海道線・■上野東京ライン
- 熱海駅 -

現在、東海道本線の鉄道資産としてはJR東日本が熱海駅の先の伊東線来宮駅（東海道本線上にはホームなし）まで保有しており、この先の丹那トンネル入口付近よりJR東海の資産となる。
来宮駅では東海道線にホームが設置されていないため、東海道本線は運行上熱海駅がJR東日本とJR東海の境界駅となる。
これにより熱海駅を境に横浜・東京方面と沼津・静岡方面の在来線運行の起点となっており、熱海駅発着の列車は多い。
また伊豆急行線の普通列車も熱海駅まで乗り入れており、同様に下田方面への起点ともなっている。
過去には東海道本線（当時の熱海線：国府津 - 熱海）が開業する前に、人車軌道・軽便鉄道として豆相人車鉄道→熱海鉄道が1895年 - 1923年の間存在した。また日本遊覧飛行鉄道という伊東市までを結ぶモノレールの敷設計画も戦前に存在し、戦後も熱海モノレールが計画され、当時の運輸省から免許が出されたが諸般の事情で工事ができず、結局幻のモノレールとなった。

### 索道
- アタミロープウェイ - 熱海港・熱海後楽園エリアと、あいじょう岬・熱海秘宝館や熱海城・熱海トリックアート迷宮館などがある八幡山山頂をつなぐ。

### バス

#### 路線バス
箱根登山バスを除き、熱海駅を中心としている。PASMOなどの交通系ICカードが利用可能。
- 東海バス（小田急グループ） - 市街地、市内各地（南熱海・網代方面含む）および湯河原駅方面。
  - 湯〜遊〜バス - 市街地名所巡り。
- 伊豆箱根バス（西武グループ） - 市街地および箱根方面（元箱根・箱根園止まり）。
- 箱根登山バス（小田急グループ） - 泉地区と湯河原駅を結ぶ。

### 道路

#### 有料道路
- 熱海ビーチライン - 北接する神奈川県湯河原町沿岸の門川地区から熱海サンビーチまで、国道135号と並行する海岸際を通って至る。
- 伊豆スカイライン - 十国峠の南に位置する熱海峠から、玄岳を経由しつつ山側の稜線を南へと縦断する（至・天城高原）。

#### 国道
- 国道135号 - 北接する湯河原町から、市内沿岸部を南へ縦断して伊東市へ至る。

#### 県道
主要地方道
- 静岡県道102号十国峠伊豆山線 - 泉地区（伊豆湯河原温泉地区）から、泉小中学校・ゆずり葉住宅地脇を経由しつつ山中を南進し、伊豆山七尾地区の山を下って国道135号上の伊豆山交差点へと至る。
- 静岡県道11号熱海函南線（熱海街道） - 国道135号上の中央町交差点から山側へと西進し、市役所脇、来宮駅前、熱海梅園脇を通って、函南町へと至る。南側の新道は、鷹ノ巣山トンネル、熱函道路を経由し、丹那盆地とその南の別荘地（南箱根ダイヤランド）との間を西へと抜けて函南町中心部へと至る。
（なお、来宮駅脇の来の宮浄水場から笹尻交差点までの区間は、熱海梅園にちなんで「あたみ梅ライン」という愛称が付けられており[46]、自転車乗りがその急勾配（激坂）をヒルクライムに活用したりもする。）
- 静岡県道20号熱海箱根峠線 - 来宮駅近くの福道町交差点から県道11号（熱海街道）と分岐し、来宮神社前を通って蛇行しながら北西へと進み、西熱海町と西山町・笹良ヶ台町・西熱海ゴルフコースの狭間を通り抜けて笹尻交差点で県道11号（熱海街道）に再合流する。北上して函南町に入り熱海峠で再度県道11号（熱海街道・旧道）と分岐した後は、さらに北上して箱根峠へと至る。
- 頼朝ライン - 市街地から多賀地区北部（上多賀）へと山側から縦断する道路の名称。県道11号（熱海街道）上の梅園前交差点を南へと分岐し、紅葉ガ丘町や熱海新道を縦断しながら上多賀へと至る。
- 熱海新道 - 熱海市街地と多賀地区の間の山を横断する道路であり、海側の錦ヶ浦・熱海城付近から西進し、市内最大の別荘地である「熱海自然郷」を経由して、伊豆スカイラインの玄岳インターチェンジへと至る。
- 静岡県道80号熱海大仁線 - 多賀地区南部（下多賀）の国道135号（旧道）から山側へと西進し、山伏峠を経由して伊豆の国市（大仁）や伊豆市（修善寺）へと至る。

#### 駐車場
市営駐車場
熱海市街地では、以下の10箇所に市営駐車場が設けられている。現在の指定管理者はタイムズ24。
- 熱海駅前駐車場（P9） - 熱海駅北東脇。約70台。
- 来の宮駐車場（P8） - 来宮駅南向。約50台。
- 中央町駐車場（P7） - 熱海市役所南西脇。約100台。
- 清水町駐車場（P5） - 業務スーパー熱海店北向。約30台。
- 東駐車場（P0） - 熱海サンビーチ西脇。約250台
- 第1親水公園駐車場（P1） - 親水公園スカイデッキ内。約50台。
- 第2親水公園駐車場（P2） - 親水公園レインボーデッキ下。約60台。
- 渚町駐車場 - 「なぎさ中通り」入り口、糸川脇。約20台。
- 和田浜駐車場（P3） - 海浜公園・マリンスパあたみ北脇。約100台。
- 臨港駐車場（P4） - 熱海港南東脇。60台弱。

その他
- 熱海港海釣り施設 駐車場 - 約350台[51]。

民営駐車場
熱海駅周辺。
- ハローズパーキング - 約50台。
- 熱海駅前パーキング - 約20台。
- ザ・パーク熱海駅前 - 約25台。

タイムズ24運営の比較的大きめの駐車場。
- ラスカ熱海駐車場 - ラスカ熱海南西脇。約50台。
- 相石パーク熱海銀座町 - ファミリーマート熱海本町商店街店と糸川の間。約20台。

三井のリパーク運営の比較的大きめの駐車場。
- 熱海咲見町駐車場 - 大江戸温泉物語あたみ北西向。約20台。
- 熱海サンビーチ前駐車場 - セブンイレブン熱海銀座町店南脇。約30台。
- 熱海中央町駐車場 - ハンディホームセンター熱海店南脇。約17台。
- 熱海渚町駐車場 - デニーズ熱海店下。約30台。

マックスバリュ熱海店系の駐車場。
- 第1駐車場 - マックスバリュ熱海店の地下1階。約100台。
- 第2駐車場 - マックスバリュ熱海店の南東脇。約80台。
- 第3駐車場 - マックスバリュ熱海店の南方、初川を挟んだ向かい。約60台。
- 第4駐車場 - 第3駐車場の西隣り。約60台。

市営駐輪場
- 熱海駅前駐車場 - 仲見世商店街の南方、田原本町交差点から海方面へと少し下った北側。

### 港湾
- 伊豆山港（伊豆山漁港） - 伊豆山地区。地元漁業、スキューバ。
- 横磯港 - 熱海サンビーチ北。地元漁業、スキューバ。
- 熱海港 - 初島航路・伊豆大島航路、地元漁業、海釣り施設。釣り文化振興促進モデル港[53]。スキューバも。
- 戸又港（伊豆多賀港） - 上多賀地区、長浜海水浴場北。地元漁業、熱海高校ヨット部。
- 池田港（下多賀港） - 下多賀地区。地元漁業。
- 和田木港 - 和田木地区。地元漁業。
- 網代漁港 - 網代地区。第3種漁港。漁業、海上釣り堀。
- 初島港 - 初島北部。熱海航路、地元漁業。東脇でスキューバも。
  - 初島第二漁港 - 初島西部。

#### 航路
- 熱海港 - 初島
  - 富士急マリンリゾートの高速船「イル・ド・バカンス」（600-800人乗り）で片道25分。7:30-17:50で10往復程度。
- 熱海港 - 伊豆大島（東京都大島町）
  - 東海汽船のジェット船（250人乗り）で片道直行45分。毎日往復2便ずつ（熱海発 : 9-10時台/14-15時台、大島発 : 10-11時台/13-16時台）
  - 季節による運行時刻の変動が激しく、時期によって伊東港・稲取港・神津島の内の1つが航路に追加されたりする。

#### 遊覧船
- 熱海遊覧船サンレモ - 海中を覗ける遊覧船で、親水公園南側の渚デッキから、天候に応じて錦ヶ浦・初島・熱海サンビーチ方面を周遊。
  - サンレモピッコラ - 小型ボートで錦ヶ浦・曽我浦・赤根崎方面を周遊。

#### マリーナ
- スパ・マリーナ熱海 - 熱海サンビーチ南、親水公園脇、熱海港北。
  - スパ・マリーナ熱海アネックス（南熱海マリンヤード） - 小山地区。小山臨海公園脇。併設カフェ有。
- 熱海マリーナ - 小山地区。小山臨海公園脇。スキューバも。
- 初島フィッシャリーナ - 初島北西部。

### 中止・廃止・計画段階
- 熱海モノレール - 熱海駅前の熱海第一ビル地下3階から熱海港までをモノレールでつなぐ予定だったが建設途中で中止。
- 熱海高原ロープウェイ - 現在の星野リゾート・リゾナーレ熱海（旧・あたみ百万石）付近にあった「熱海サボテン公園」と、伊豆スカイラインの玄岳インターチェンジの北方にあった「玄岳ドライブイン」をつないでいたが、開業後3年足らずで廃止。
- 未来都市計画フラックスタウン・熱海 - 東芝エレベータは、2020年をめどに新しい交通システム“シェアリングビークル”を生かした「フラックスタウン・熱海」という未来都市計画を立案している。

## 観光

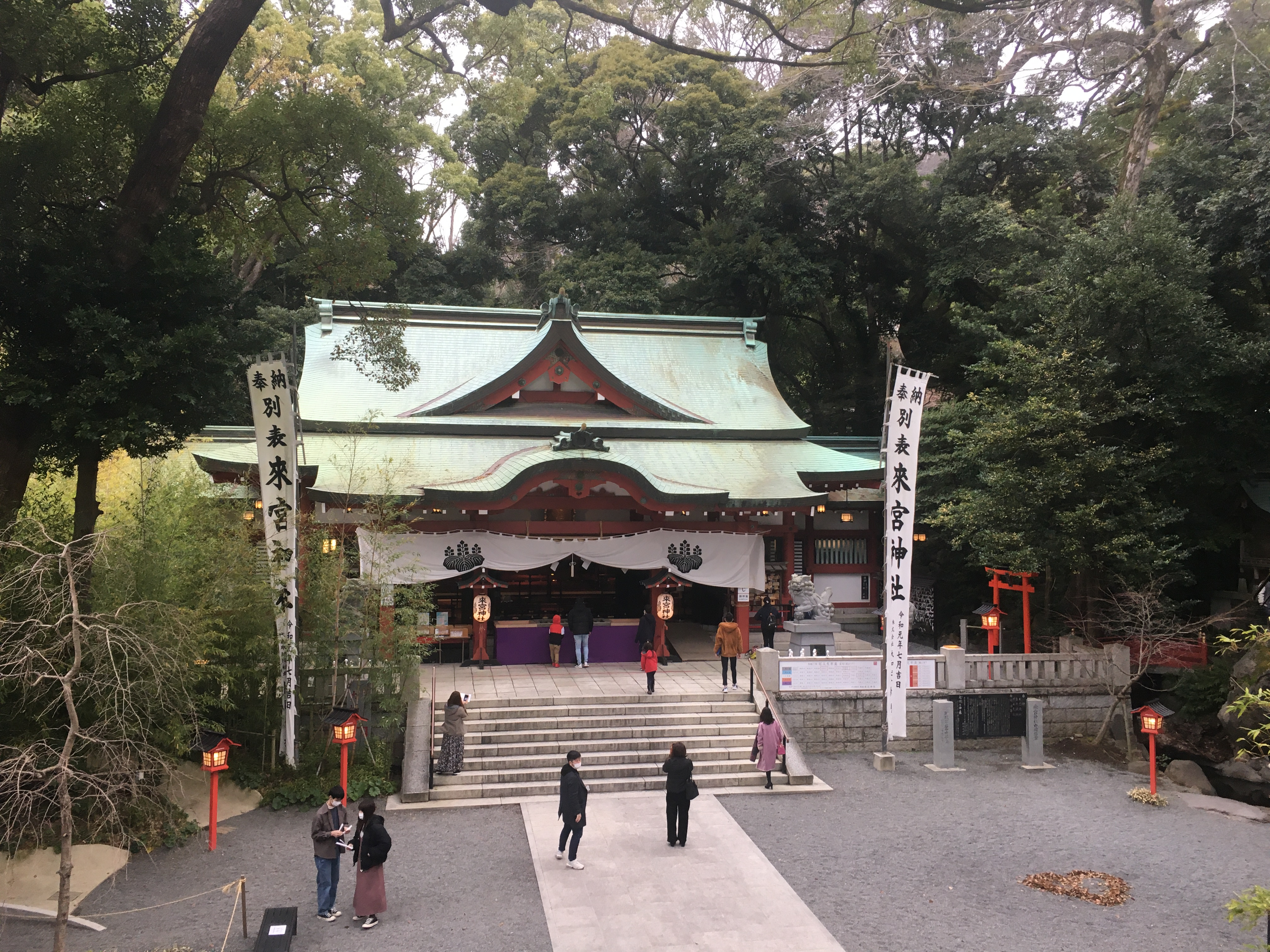
来宮神社（2021年）

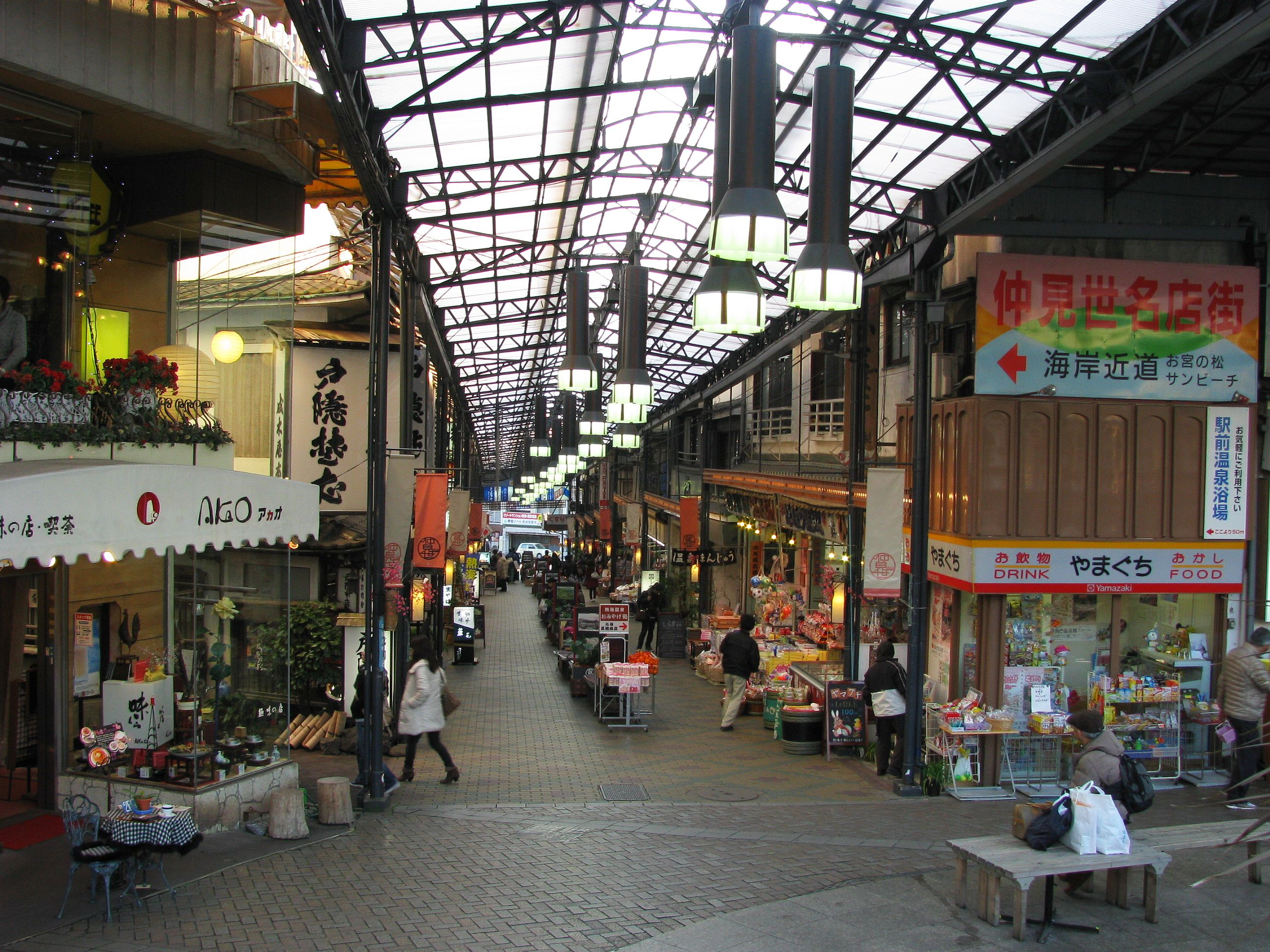
熱海駅南脇(海側)の仲見世商店街

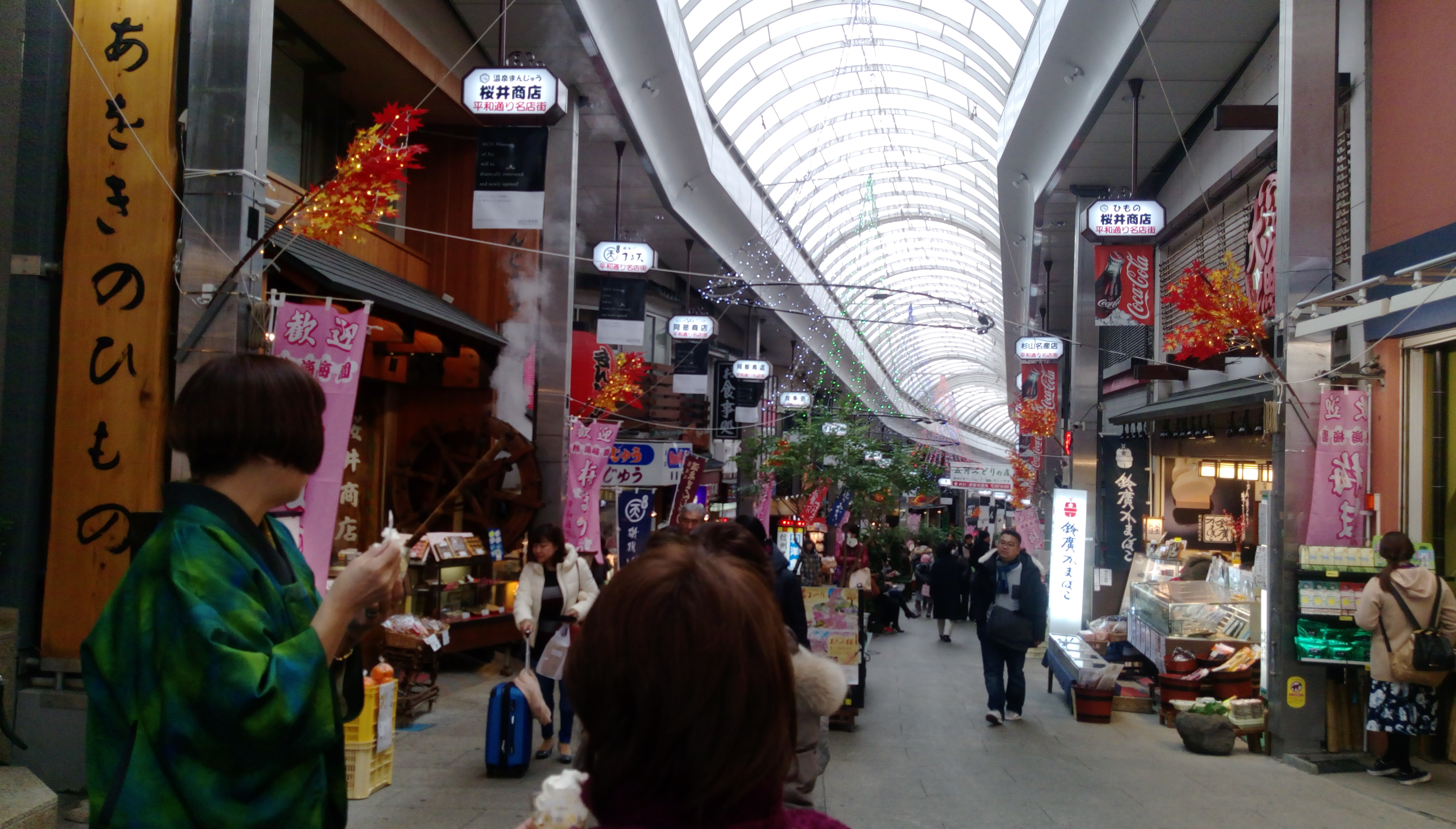
熱海駅南脇(山側)の平和通り商店街

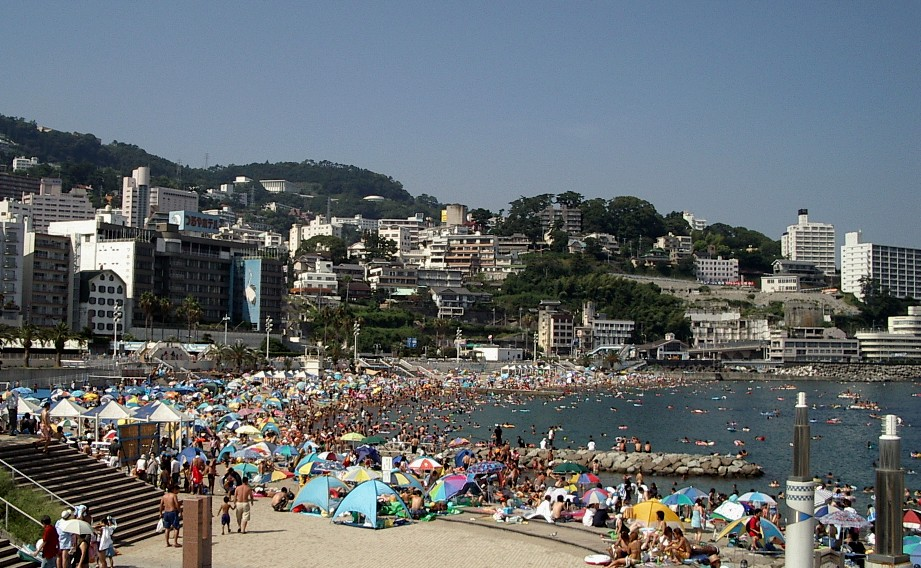
海水浴客でにぎわう熱海サンビーチ

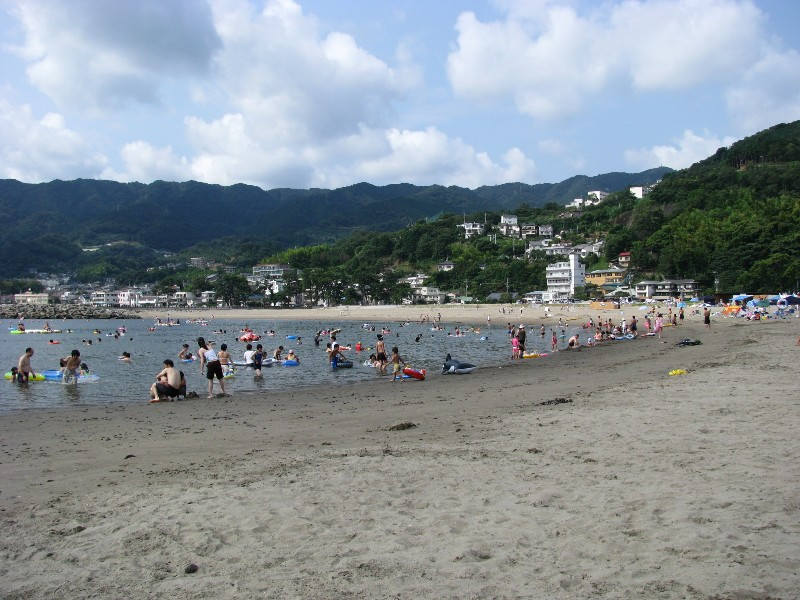
上多賀の長浜海水浴場

### 名所・旧跡

#### 神社
主な神社
- 来宮神社 - 熱海市街地の中心的な神社。御神木の「大楠」（天然記念物）は樹齢2000年超で、日本で2番目の大きさ。
- 湯前神社 - 大湯間歇泉の近くにある熱海温泉を象徴する神社。
- 伊豆山神社（伊豆山権現） - 伊豆山地区にある格式高い神社。源頼朝以来、東国武士の崇敬の対象ともなり、箱根神社（箱根権現）と共に「二所権現」に指定され、「二所詣」が行われた（途中に三嶋大社にも参詣するので、「三社詣」とも言う）[12][54]。

その他の神社
- みそぎの滝神社 - 来宮神社の北方、糸川上流の緑ガ丘町に所在。源頼朝に縁。
- 明水神社 - 来宮神社の北方、糸川上流の西山町に所在。「西山」バス停の南東。
- 丹那神社 - 丹那トンネル入り口上。工事犠牲者の慰霊。
- 藤森稲荷神社 - 熱海税務署・熱海市立図書館の北方。御殿（ごてん）の鬼門封じ。
- 御殿稲荷神社 - 市役所の裏手にあるかつての御殿（ごてん）の名残的神社。
- 和田八幡神社 - ホテル大野屋の南東、和田町の一角。御殿（ごてん）の裏鬼門封じ。
- 今宮神社 - 市街地南部の中心的神社。
- 曽我浅間神社 - 曽我の山中、アカオハーブ&ローズガーデン内。
- 多賀神社 - 多賀地区北部（上多賀）の神社。
- 下多賀神社 - 多賀地区南部（下多賀）の神社。
- 津島神社 - 下多賀・中野地区の神社。
- 小山神明宮 - 下多賀・小山地区の神社。
- 和田木神社 - 下多賀・和田木地区の神社。
- 阿治古神社 - 網代地区の神社。
- 初木神社 - 初島の神社。伊豆山神社の境外社。
- 伊豆山神社近隣の摂末社。
  - 雷電社 - 伊豆山神社の摂社。
  - 結明神社 - 伊豆山神社の末社。
  - 足立権現社（役の小角社） - 伊豆山神社の末社。
  - 走湯神社 - 伊豆山神社の末社。

#### その他
寺院
- 興亜観音

史跡建築物
- 旧日向別邸（ブルーノ・タウト熱海の家）
- 熱海陽和洞（岩崎別邸・グループ企業外非公開[55][56]）
- 起雲閣 - 鉄道相・農商相・農相・内田信也、実業家根津嘉一郎別邸、その後旅館として使われていた。
- 双柿舎 - 坪内逍遥の晩年の邸宅。

### 観光スポット

#### 商業施設
主な商業施設・商業エリア
- ラスカ熱海
- 熱海第一ビル（ATAMIX）
- 仲見世商店街
- 平和通り商店街
- 咲見町一番街
- 熱海銀座商店街
- 熱海港
  - 漁師食堂群
  - IZU-ICHI（熱海後楽園ホテル）
- 初島港
  - 漁師食堂街
  - 初島漁協スーパーマーケット

その他、咲見町・銀座町・中央町・渚町や、主要道路沿いを中心に、飲食店多数。
- マックスバリュ熱海店
  - マックスバリュエクスプレス熱海小嵐店/熱海咲見町店
- 業務スーパー熱海店
- 中島水産 市民市場
- ハンディホームセンター熱海店

主なレトロ飲食店
- レストランフルヤ
- Cafe AGIR
- 石川屋
- 一番軒
- サンバード
- 純喫茶パインツリー
- ボンネット
- MONT BLANC（モンブラン）※
- 大一楼
- ゆしまジャズ喫茶
- 三木製菓 ※
- MON
- わんたんや
- 幸華
- 田園
- スコット（旧館）

※は菓子店。
レトロ遊戯
- ゆしま遊技場 - 射的・スマートボール。
- 和田たばこ店 - レトロゲーム機。
- 熱海城（地下一階） - レトロゲーム機。

#### 美術館・博物館
- MOA美術館
- 熱海山口美術館
- 熱海秘宝館
- 熱海城
- 熱海トリックアート迷宮館
- 池田満寿夫・佐藤陽子 創作の家
  - 池田満寿夫記念館
- 中山晋平記念館（熱海梅園内）
- 澤田政廣記念美術館（熱海梅園内）
- 戸田幸四郎絵本美術館（熱海自然郷内）

#### 公園・庭園
- 泉公園
- 子恋の森公園 - 伊豆山神社裏手。白山神社と結明神本社の間。
- サンデッキ - 熱海サンビーチ西脇。お宮の松の南方。
- ジャカランダ遊歩道 - 熱海サンビーチ・お宮の松・サンデッキと国道135号の間の遊歩道。お宮緑地。
- 糸川遊歩道（熱海桜・ブーゲンビリア）
- 親水公園（ムーンテラス・スカイデッキ・レインボーデッキ・渚デッキ）
- 渚小公園
- 熱海海浜公園 - マリンスパあたみ脇。
- サンレモ公園 - 熱海港脇。
- 熱海梅園
- 姫の沢公園
- アカオハーブ&ローズガーデン
- 長浜海浜公園
- さくらの名所散策路（四季の道） - 伊豆多賀駅と熱海高校をつなぐ歩道。ヒマラヤザクラ・熱海桜など。
- 鹿ヶ谷公園 - 中野地区山中。
- 中野かじかわ公園 - 中野地区山側。
- 小山臨海公園
- 大縄公園 - 和田木地区海側。
- 月見ヶ丘公園 - 和田木地区山側。
- 網代朝日山公園 - 網代地区山中。
- 初島公園 - 初島中央。

#### その他
- 逢初橋
- 秋戸郷跡
- お宮の松
- 大湯間歇泉
- あいじょう岬
- 錦ヶ浦
- 頼朝の一杯水
- 初島・初島灯台

### レジャー

#### ハイキング
- 石仏の道 - 日金山・十国峠へと至る日金山参道。泉地区から万葉公園南脇を通る県道102号を経由して南進するルートと、来宮神社方面から姫の沢公園東脇を北進するルートがある。一丁ごとに道案内の地蔵（丁仏）が置いてあるため、この名で呼ばれる。
- 子恋の森ハイキングコース・岩戸山ハイキングコース - 伊豆山神社から、岩戸山を経由して、日金山・十国峠へと西進するハイキングコース。
- 十国峠ハイキングコース - 十国峠ケーブルカーに乗って山頂の十国峠駅に着いてから日金山霊園南方へ下り、姫の沢公園アスレチックコース（Bコース）に沿うように進み、姫の沢橋・笹の広場を通って来宮方面からの「石仏の道」に合流し、途中で岩戸山に寄り道してから、日金山東光寺を通って十国峠駅に戻るという混合・折衷コース[57]。（十国峠ケーブルカー（伊豆箱根鉄道）では、他にもいくつか距離の短いバージョンを提案している[58]。）
- 玄岳ハイクコース - 市街地南西部（青葉町）から、「熱海新道陸橋」を通って熱海新道を横断しつつ、玄岳山頂へと至るハイキングコース。また、山頂から伊豆スカイラインを横断して北方の氷ヶ池へと降りていくルートや、北西の熱函道路・丹那断層方面へと降りていくルートもある（要横断注意）。
- 東浦路（網代峠） - 古道。ファミリーマート熱海網代店の裏手にある旧道からの坂道を上っていき、和田木地区南方山中の別荘地「あじろ南熱海が丘」南部にある「大島茶屋跡」から南進して、「江戸城石垣石丁場跡」脇を通り、伊東市宇佐美の宇佐美学園付近へと至る。

#### パラグライダー・ハンググライダー
伊豆スカイライン沿いの山稜がフライト場になっている。
- 熱海峠パラグライダー（伊豆スカイライン滝知山）
- ハンググライダー離陸場 - 三島中継局南方。
- パラフィールド - 下多賀地区山伏峠。

#### スキューバダイビング
市街地のダイビングでは、1986年（昭和61年）1月30日に熱海港沖で沈んだ砂利運搬船「旭16号」（沈船）や、錦ヶ浦周辺の多賀火山の海底地形（小曽我洞窟、11月-3月の冬季限定）などが目玉スポットとなっている。
- マリンハウス伊豆山 - 伊豆山港。
- 熱海マリンボー - 横磯港。
- 熱海マリンスポーツクラブ - 横磯港。
- atami scuba（熱海スキューバ） - 横磯港。
- ダイビングサービス熱海 - 熱海港。
- 網代ダイビングセンター - 熱海マリーナ（小山地区）。
- 初島ダイビングセンター - 初島港東脇。

#### プール・海水浴
- 熱海サンビーチ
- マリンスパあたみ
- アカオビーチリゾート
- 長浜海水浴場
- 網代温泉海水浴場（大縄海水浴場）

### 温泉
- 伊豆湯河原温泉 - 北端の泉地区の温泉。千歳川を中心とした湯河原温泉エリアの南部を構成。下記の地区からは山を隔てた湯河原に近い地域にあり、1966年に現行名に改称された[59]。
- 伊豆山温泉 - 伊豆山地区の温泉。沿岸部の「走り湯」が代表的。
- 熱海温泉 - 熱海市街地の温泉の総称。
  - 熱海七湯（あたみななゆ） - 大湯（大湯間歇泉）・野中の湯・小沢の湯・風呂の湯・目の湯・清左右衛門の湯・河原湯。江戸時代までの熱海温泉の7つの源泉。
  - 家康の湯 - 熱海駅前に設置されている足湯施設。
  - 福福の湯 - 平和通り商店街にある手湯施設。脇に有名な顔出し看板もある。
- 南熱海温泉 - 南熱海地区（多賀、網代）の温泉を総称する際に用いられる呼称[21]。
  - 伊豆多賀温泉（多賀温泉） - 多賀地区、特に上多賀の長浜海浜公園/長浜海水浴場前（伊豆多賀駅周辺）の宿群の温泉。
  - 網代温泉 - 南東端の網代地区から西隣りの多賀地区南部（下多賀）の一部（和田木地区）にかけて、特に大縄公園/網代温泉海水浴場付近（網代駅周辺）や、網代南東部山中-沿岸の温泉宿集中エリア（緑町・網代山地区）の宿群の温泉。

#### 日帰り温泉
日帰り入浴（入浴のみ）が可能な温泉施設。
泉（伊豆湯河原温泉）
- いずみの湯（ニューウェルシティ湯河原）

伊豆山
- ハートピア熱海
- ラビスタ伊豆山
- 浜浴場（共同浴場、浜会館1階）

市街地
- 四季倶楽部 熱海望洋館
- 湯宿一番地
- 月の栖 熱海聚楽ホテル
- KKRホテル熱海
- 龍宮閣（竜宮閣）
- 大江戸温泉物語あたみ
- 熱海シーサイド スパ＆リゾート（富士急マリンリゾート）
- 大月ホテル和風館/ホテルミクラス（オリックス不動産）
- 湯宿みかんの木
- 夢いろは
- 日航亭大湯（2023年11月閉館[61]）
- 料理旅館 渚館
- リブマックスリゾート熱海シーフロント
- 四季倶楽部 熱海青青荘
- 法悦
- 湯の宿おお川
- 新かどや
- かんぽの宿熱海別館
- 四季倶楽部 シオン熱海
- 旅館立花
- マリンスパあたみ
- みのやホテル
- 秀花園 湯の花膳
- オーシャンスパ Fuua（熱海後楽園ホテル）
- ホテルニューアカオ

市街地（共同浴場・低料金）
- 熱海駅前温泉浴場（田原浴場）
- 山田湯

南熱海
- 民宿みやこ荘
- 味と湯の宿 ニューとみよし
- 妙楽湯
- 磯料理 平鶴
- 大成館
- 竹林庵みずの
- あじろ食堂（あじろ磯舟ホテル）

初島（海泉）
- 島の湯（PICA初島/富士急）

### 別荘地
- 東熱海別荘地 - 泉地区南東沿岸（門川南方）。大黒崎。
- エンゼルフォレストリゾート伊豆山（旧・三井不動産伊豆山別荘地） - 伊豆山神社北隣。
- 伊豆山鉢アラク別荘地 - 熱海駅裏、桃山小学校北隣。
- 西熱海別荘地 - 熱海梅園北方。西熱海町。
- 桜沢別荘地 - 桜木町南方の山上。熱海新道沿い。
- 熱海自然郷 - 市街地と南熱海（上多賀）の狭間の山地（玄岳の南東側山麓）。熱海新道・頼朝ライン沿い。市内最大。
- 南熱海グリーンヒル - 和田木地区南方の山中。
- あじろ南熱海が丘 - 和田木地区南方の山中。

その他、熱函道路や伊豆スカイラインを経由してアクセスできる玄岳の反対側（西側山麓）には、
- 南箱根ダイヤランド（函南町）
- 伊豆エメラルドタウン（伊豆の国市）

といった大規模別荘地もある。

#### リゾートマンション
熱海市内のリゾートマンション（温泉大浴場もしくは戸別温泉付きマンション）一覧。
| 名称                                 | 所在地     | 竣工年月               | 階数         | 戸数  |
| ------------------------------------ | ---------- | ---------------------- | ------------ | ----- |
| ザ・パームショア熱海                 | 東海岸町   | 2017年 (平成29年) 10月 | 14階         | 47戸  |
| ザ・クレストタワー熱海               | 春日町     | 2017年 (平成29年) 1月  | 29階/地下2階 | 335戸 |
| レーベン熱海ザ・マスター             | 渚町       | 2014年 (平成26年) 8月  | 10階         | 23戸  |
| レーベンリゾシア ヴェスティブルー    | 泉         | 2012年 (平成24年) 2月  | 7階/地下1階  | 221戸 |
| レーベンリゾシア熱海シーサイドタワー | 銀座町     | 2011年 (平成23年) 9月  | 20階         | 120戸 |
| 東急リゾートヴィラ熱海青翠           | 梅園町     | 2011年 (平成23年) 1月  | 15階         | 183戸 |
| アデニウム熱海濱ノ離宮               | 東海岸町   | 2009年 (平成21年) 6月  | 14階/地下1階 | 71戸  |
| ラグゼシア熱海静漣閣                 | 清水町     | 2009年 (平成21年) 2月  | 10階         | 153戸 |
| ルネス熱海ブルーシア                 | 伊豆山     | 2007年 (平成19年) 8月  | 11階/地下1階 | 138戸 |
| コッコラーレ熱海                     | 咲見町     | 2007年 (平成19年) 6月  | 10階/地下1階 | 25戸  |
| ゼファー熱海ビーチタワー             | 東海岸町   | 2007年 (平成19年) 2月  | 19階         | 76戸  |
| アデニウム熱海翠光園                 | 咲見町     | 2006年 (平成18年) 8月  | 10階/地下2階 | 121戸 |
| アデニウム熱海オーシャンスイート     | 春日町     | 2006年 (平成18年) 3月  | 15階/地下2階 | 95戸  |
| レアージュ熱海                       | 田原本町   | 2006年 (平成18年) 1月  | 13階/地下2階 | 47戸  |
| デュピア熱海                         | 東海岸町   | 2003年 (平成15年) 8月  | 14階/地下1階 | 47戸  |
| ゼファー熱海ビューステージ           | 咲見町     | 2003年 (平成15年) 3月  | 13階/地下3階 | 67戸  |
| ベルシエル熱海                       | 林ガ丘町   | 2003年 (平成15年) 2月  | 7階/地下1階  | 69戸  |
| 熱海ベイフロント                     | 東海岸町   | 2003年 (平成15年) 1月  | 14階         | 38戸  |
| ソフィア熱海デイサス                 | 咲見町     | 2002年 (平成14年) 10月 | 13階/地下2階 | 141戸 |
| マイキャッスル熱海                   | 水口町     | 2002年 (平成14年) 4月  | 11階/地下1階 | 76戸  |
| ジェイグレイス熱海                   | 上宿町     | 2002年 (平成14年) 2月  | 10階/地下1階 | 53戸  |
| フォーシーズンズ・ガーデン熱海八方苑 | 水口町     | 2000年 (平成12年) 11月 | 11階         | 166戸 |
| ゼファー熱海シーヒルズ               | 田原本町   | 2000年 (平成12年) 3月  | 10階/地下2階 | 38戸  |
| ソフィア熱海ビューヒルズ             | 海光町     | 1998年 (平成10年) 6月  | 16階         | 100戸 |
| 熱海シティヴィラ咲見町               | 咲見町     | 1996年 (平成8年) 8月   | 15階/地下1階 | 101戸 |
| ダイアパレス湯河原グランヒルズ二番館 | 泉         | 1994年 (平成6年) 8月   | 14階/地下2階 | 168戸 |
| 朝日フレール熱海                     | 咲見町     | 1994年 (平成6年) 1月   | 16階         | 95戸  |
| ライオンズマンション湯河原千歳川     | 泉         | 1993年 (平成5年) 12月  | 9階/地下1階  | 148戸 |
| ロイヤルリゾート南熱海               | 下多賀     | 1993年 (平成5年) 8月   | 9階          | 35戸  |
| ロイヤルガーデン熱海伊豆山           | 伊豆山     | 1993年 (平成5年) 6月   | 7階          | 32戸  |
| タオコート熱海                       | 梅園町     | 1993年 (平成5年) 3月   | 9階          | 72戸  |
| ドメーヌ熱海伊豆山                   | 伊豆山     | 1993年 (平成5年) 3月   | 9階/地下2階  | 111戸 |
| ダイアパレス湯河原グランヒルズ一番館 | 泉         | 1993年 (平成5年) 2月   | 8階/地下1階  | 56戸  |
| シーサイドヴィラ南熱海               | 上多賀     | 1993年 (平成5年) 1月   | 10階         | 79戸  |
| 熱海竹の沢ビバリーハイツ             | 西熱海町   | 1993年 (平成5年) 1月   | 11階/地下1階 | 76戸  |
| ロイヤルヴァンベール熱海伊豆多賀     | 下多賀     | 1992年 (平成4年) 12月  | 8階          | 51戸  |
| コスモ熱海林ヶ丘                     | 林ガ丘町   | 1992年 (平成4年) 11月  | 13階         | 56戸  |
| サンライフ熱海                       | 西山町     | 1992年 (平成4年) 11月  | 7階          | 41戸  |
| パークセレノ熱海                     | 西山町     | 1992年 (平成4年) 9月   | 15階         | 113戸 |
| スコーレ熱海                         | 伊豆山     | 1992年 (平成4年) 7月   | 12階         | 29戸  |
| ライオンズマンション熱海の丘         | 伊豆山     | 1992年 (平成4年) 4月   | 9階          | 24戸  |
| 熱海ベネフィス                       | 和田浜南町 | 1992年 (平成4年) 3月   | 10階         | 89戸  |
| ライオンズマンション熱海マリンビュー | 海光町     | 1992年 (平成4年) 2月   | 8階/地下1階  | 68戸  |
| ロイヤルヴィラ熱海                   | 西熱海町   | 1992年 (平成4年) 1月   | 13階         | 103戸 |
| サンヴェール熱海伊豆山               | 伊豆山     | 1992年 (平成4年) 1月   | 12階/地下1階 | 88戸  |
| ライオンズマンション湯河原千歳川     | 泉         | 1991年 (平成3年) 12月  | 9階          | 148戸 |
| サンハロー湯河原                     | 泉         | 1991年 (平成3年) 11月  | 6階          | 24戸  |
| エムロード熱海                       | 梅園町     | 1991年 (平成3年) 11月  | 9階          | 67戸  |
| レジーナ・ヴィラ熱海                 | 水口町     | 1991年 (平成3年) 11月  | 8階          | 36戸  |
| ライオンズマンション湯河原万葉公園   | 泉         | 1991年 (平成3年) 10月  | 9階/地下1階  | 61戸  |
| プチモンド熱海                       | 熱海       | 1991年 (平成3年) 10月  | 6階/地下2階  | 56戸  |
| ナイスステージ熱海リゾート銀月       | 福道町     | 1991年 (平成3年) 7月   | 9階/地下1階  | 53戸  |
| ベルクレール熱海                     | 水口町     | 1991年 (平成3年) 7月   | 10階         | 87戸  |
| ライオンズマンション熱海梅園第2      | 水口町     | 1991年 (平成3年) 7月   | 10階         | 43戸  |
| ピアレス熱海                         | 下多賀     | 1991年 (平成3年) 7月   | 7階          | 69戸  |
| ヴィンテージ熱海桃山                 | 伊豆山     | 1991年 (平成3年) 5月   | 14階/地下1階 | 85戸  |
| ライオンズマンション熱海伊豆山       | 伊豆山     | 1991年 (平成3年) 4月   | 5階/地下1階  | 28戸  |
| ライオンズヒルズ熱海                 | 桜木町     | 1991年 (平成3年) 2月   | 10階         | 58戸  |
| アーバンヒルズ熱海                   | 咲見町     | 1990年 (平成2年) 11月  | 7階/地下1階  | 59戸  |
| ラ・ヴィ熱海                         | 林ガ丘町   | 1990年 (平成2年) 10月  | 18階         | 124戸 |
| 朝日フレール熱海聖ヶ丘               | 泉         | 1990年 (平成2年) 9月   | 9階          | 33戸  |
| 別邸桜乃庄                           | 桜木町     | 1990年 (平成2年) 9月   | 6階          | 25戸  |
| スパックス熱海伊豆山                 | 伊豆山     | 1990年 (平成2年) 7月   | 10階         | 113戸 |
| ライオンズマンション熱海梅園         | 水口町     | 1990年 (平成2年) 6月   | 7階          | 40戸  |
| ライオンズマンション湯河原第5        | 泉         | 1990年 (平成2年) 3月   | 6階          | 25戸  |
| ガウス熱海桃山                       | 桃山町     | 1990年 (平成2年) 3月   | 5階          | 15戸  |
| スカイリゾート南熱海                 | 下多賀     | 1990年 (平成2年) 2月   | 8階          | 24戸  |
| グランフェスタ熱海                   | 梅園町     | 1990年 (平成2年) 2月   | 5階          | 23戸  |
| Uハウゼ熱海桃山                      | 桃山町     | 1990年 (平成2年) 1月   | 5階          | 11戸  |
| 熱海パサニアクラブ                   | 熱海       | 1989年 (平成元年) 10月 | 28階         | 280戸 |
| ライオンズマンション南熱海           | 下多賀     | 1989年 (平成元年) 8月  | 10階         | 47戸  |
| ファンシーパレス熱海                 | 水口町     | 1989年 (平成元年) 7月  | 4階          | 19戸  |
| シーサイドパレス南熱海               | 下多賀     | 1987年 (昭和62年) 7月  | 9階          | 58戸  |
| エンゼルシーサイド南熱海             | 上多賀     | 1987年 (昭和62年) 3月  | 10階         | 260戸 |
| カミリアシーホワイト熱海             | 昭和町     | 1984年 (昭和59年) 5月  | 5階          | 29戸  |
| フジタ第二熱海マンション             | 東海岸町   | 1982年 (昭和57年) 12月 | 8階          | 148戸 |
| 熱海リゾート伊豆山                   | 伊豆山     | 1978年 (昭和53年) 9月  | 8階          | 88戸  |
| ヴィラ南熱海                         | 網代       | 1978年 (昭和53年) 8月  | 2階          | 92戸  |
| 咲見町ハイツ                         | 咲見町     | 1978年 (昭和53年) 6月  | 14階         | 187戸 |
| 熱海ターガスマンション               | 上多賀     | 1977年 (昭和52年) 3月  | 10階         | 157戸 |
| マンション南熱海                     | 網代       | 1977年 (昭和52年) 2月  | 10階/地下1階 | 289戸 |
| フジタ熱海マンション                 | 東海岸町   | 1976年 (昭和51年) 12月 | 12階         | 53戸  |
| 熱海スカイハイツ                     | 春日町     | 1976年 (昭和51年) 4月  | 8階          | 120戸 |
| プレジデント熱海                     | 桜木町     | 1976年 (昭和51年) 4月  | 6階          | 50戸  |
| 熱海プラザ                           | 春日町     | 1976年 (昭和51年) 2月  | 14階/地下1階 | 288戸 |
| フェアモントビュー伊豆               | 泉         | 1975年 (昭和50年) 12月 | 5階          | 78戸  |
| プラザ伊豆山                         | 伊豆山     | 1975年 (昭和50年) 10月 | 12階         | 247戸 |
| ブルーシー熱海                       | 熱海       | 1975年 (昭和50年) 8月  | 6階          | 102戸 |
| シャトーテル赤根崎                   | 上多賀     | 1975年 (昭和50年) 7月  | 12階         | 389戸 |
| オーシャンビュー赤根崎               | 上多賀     | 1975年 (昭和50年) 7月  | 13階/地下1階 | 90戸  |
| マンションベルエア                   | 伊豆山     | 1975年 (昭和50年) 5月  | 10階         | 54戸  |
| 紅葉ガ丘ガーデンハイツ               | 紅葉ガ丘町 | 1975年 (昭和50年) 2月  | 16階         | 110戸 |
| 熱海クリフサイド                     | 海光町     | 1975年 (昭和50年) 2月  | 15階         | 298戸 |
| ハイネス来の宮熱海グリーンサイド     | 福道町     | 1975年 (昭和50年) 1月  | 12階         | 116戸 |
| 熱海サニーハイツ                     | 海光町     | 1974年 (昭和49年) 12月 | 13階         | 439戸 |
| パラシオン熱海                       | 和田浜南町 | 1974年 (昭和49年) 11月 | 11階         | 82戸  |
| 熱海第一ビラ                         | 春日町     | 1974年 (昭和49年) 9月  | 11階         | 122戸 |
| 湯河原サニーハイツ                   | 泉         | 1974年 (昭和49年) 8月  | 9階          | 141戸 |
| メゾン紅葉                           | 東海岸町   | 1974年 (昭和49年) 7月  | 10階         | 30戸  |
| マンハイム熱海*                      | 紅葉ガ丘町 | 1974年 (昭和49年) 4月  | 9階          | 106戸 |
| メゾンド渚                           | 渚町       | 1973年 (昭和48年) 12月 | 8階          | 29戸  |
| ビラ自然郷マンション                 | 上多賀     | 1973年 (昭和48年) 12月 | 7階          | 90戸  |
| 東熱海第二シーサイドハイツ           | 泉         | 1973年 (昭和48年) 11月 | 6階          | 46戸  |
| 熱海パークマンション                 | 桜木町     | 1972年 (昭和47年) 12月 | 8階/地下1階  | 204戸 |
| 東熱海シーサイドハイツ               | 泉         | 1971年 (昭和46年) 12月 | 6階          | 43戸  |
| 白鳥マンション                       | 下多賀     | 1967年 (昭和42年) 10月 | 11階         | 79戸  |
| 熱海ハイプラザ                       | 小嵐町     | 1966年 (昭和41年) 2月  | 18階         | 88戸  |
| 桃山マンション                       | 桃山町     | 1965年 (昭和40年) 11月 | 11階         | 59戸  |
| 野中山マンション                     | 咲見町     | 1965年 (昭和40年) 2月  | 6階          | 181戸 |
| 伊豆山コーポラス                     | 海光町     | 1964年 (昭和39年) 3月  | 7階          | 40戸  |
| 松ヶ丘マンション                     | 林ガ丘町   | 1963年 (昭和38年) 2月  | 4階          | 16戸  |
| 熱海パンシオン                       | 海光町     | 1962年 (昭和37年) 11月 | 5階          | 33戸  |
| 熱海アビタシオン                     | 伊豆山     | 1962年 (昭和37年) 8月  | 7階/地下1階  | 83戸  |

高齢者ケアサービス付き
| 名称                                 | 所在地   | 竣工年月               | 階数        | 戸数  |
| ------------------------------------ | -------- | ---------------------- | ----------- | ----- |
| 中銀ライフケア熱海 第三伊豆山 23号館 | 伊豆山   | 1992年 (平成4年) 2月   | 16階        | 165戸 |
| 中銀ライフケア熱海 水口 22号館       | 水口町   | 1991年 (平成3年) 2月   | 14階        | 253戸 |
| ケアリゾート熱海                     | 熱海     | 1989年 (平成元年) 3月  | 6階/地下1階 | 191戸 |
| 中銀ライフケア熱海 咲見 20号館       | 咲見町   | 1986年 (昭和61年) 10月 | 5階/地下1階 | 114戸 |
| 中銀ライフケア熱海 第二伊豆山 18号館 | 伊豆山   | 1985年 (昭和60年) 12月 | 11階        | 223戸 |
| 中銀ライフケア熱海 梅園台 16号館     | 相の原町 | 1983年 (昭和58年) 4月  | 14階        | 294戸 |
| 中銀ライフケア熱海 南熱海 15号館     | 網代     | 1980年 (昭和55年) 11月 | 5階/地下1階 | 136戸 |
| 中銀ライフケア熱海 伊豆山 12号館     | 伊豆山   | 1976年 (昭和51年) 11月 | 5階/地下1階 | 327戸 |
| 中銀ライフケア熱海 来の宮 10号館     | 梅園町   | 1974年 (昭和49年) 8月  | 9階/地下1階 | 258戸 |
| 中銀ライフケア熱海 白石 8号館        | 上多賀   | 1973年 (昭和48年) 8月  | 11階        | 146戸 |
| 中銀ライフケア熱海 梅園 7号館        | 梅園町   | 1973年 (昭和48年) 1月  | 10階        | 86戸  |

### スポーツ

#### 運動施設
- 姫の沢公園スポーツ広場
- 熱海市民グラウンド - 熱海自然郷内。
- 小山臨海公園
  - 南熱海マリンホール

#### ゴルフ
- 熱海ゴルフ倶楽部 - 熱海駅裏、MOA美術館北隣。
- 西熱海ゴルフコース（西武系） - 西熱海町北方、姫の沢公園南方。
- 大熱海国際ゴルフクラブ（伊豆の国市） - 伊豆スカイライン・亀石峠IC付近。下多賀・中野地区から山越え道で直接行くことも可能。

### 祭事・催事

#### 通年
- 熱海芸妓見番「華の舞」（毎週土日、11:00-（1回30分））
- 熱海駅前 野菜直売市（マクドナルド前、毎週火曜朝）
- 浜町土曜市（浜町通り、毎週土曜夕方）
- 渚小公園 日曜朝市（毎月）
- ながはま特設市（毎月）
- 熱海未来広場（長浜海浜公園、毎月）
- 熱海海上花火大会 - 年に十数回行われる花火大会（春季から夏季にかけて（4月-8月）が中心。その他秋季（9月・10月）と冬季（12月）に数回程度。）
- 海辺のあたみマルシェ（数か月ごと）
- 熱海魚市場 魚祭り（数か月ごと）
- 南熱海お宿グルメフェスタ（数か月ごと）

#### 1月-3月
- 熱海梅園梅まつり（1月上旬-3月上旬）
- 糸川桜まつり（1月中旬-2月中旬、糸川沿いなどで熱海桜が開花）[62]
- 節分豆まき（2月3日、来宮神社・伊豆山神社・今宮神社などの主要神社）
- 初島漁師の丼合戦（2月上旬-3月上旬）
- 網代温泉ひもの祭り（11月-2月の各月中旬）

#### 4月-6月
- 春の熱海ビール祭り（5月初頭）
- 春のそれ伊豆山伊勢海老磯まつり（5月初頭）
- 初島ところ天祭り（5月初頭）
- ジャカランダフェスティバル（6月）

#### 7月-9月
- 初島花火大会（7月初頭日曜日）
- こがし祭（例年7月14日-16日、来宮神社の例大祭）
  - こがし祭り山車コンクール（7月15、16日夜）
- 網代ベイフェスティバル（7月下旬、阿治古神社例大祭関連）
- マリンフェスタ・アタミ（7月下旬）
- 伊豆湯河原温泉納涼花火大会（7月第4土曜日）
- あたみビール祭り（8月初頭）
- 伊豆山温泉納涼海上花火大会（8月3日）
- 初島・熱海間団体競泳大会（8月4日）
- 熱海海上花火大会・固定開催日（8月5日）
- 伊豆多賀海上花火大会（8月12日）
- 網代温泉ふるさと祭り（8月14日、15日）
- 百八体流灯祭・網代温泉海上花火大会（8月16日）
- 納涼芸妓まつり（8月中旬）
- 伊豆山温泉さざえ祭り（8月下旬）
- アタミアロハフェスティバル（9月初頭）

#### 10月-12月
- 湯まつり（9月末-10月初頭頃、湯前神社の秋季例大祭）
  - 湯汲み道中
- 熱海芸術祭（10月初頭-11月下旬）
- 熱海ハロウィン パレード（10月末付近）
- 熱海おさかなフェスティバル（11月初頭）
- 網代温泉ひもの祭り（11月-2月の各月中旬）
- 熱海梅園もみじまつり（11月下旬-12月上旬）

#### 映画祭・音楽祭
- 熱海国際映画祭
- 熱海怪獣映画祭
- 熱海未来音楽祭

#### 過去のイベント
- 熱海湯らっくすマラソン大会[63]
- 熱海花の博覧会（2004年に開催された）
- 熱海ラブプラス現象（まつり）キャンペーン - 2010年7月10日から同年8月31日まで[64][65]

## 熱海市を舞台とする作品

### 文学
- 『金色夜叉』：尾崎紅葉（1897年 - 1902年、未完）
- 『トロツコ』 : 芥川龍之介（1922年 『大観』3月号）
- 『光を感ずる子』：若林つや（1927年『女人芸術』12月号）
- 『黄色い風土』：松本清張（1959年 - 1960年）
- 『熱海殺人事件』 ： つかこうへい（1986年）
- 『熱海・湯河原殺人事件』：西村京太郎（2003年）
- 『火花』 : 又吉直樹（2015年）

### 映画
- 『女』 木下恵介監督（1948年）
- 『婚約指輪』 木下恵介監督（1950年）
- 『雪夫人絵図』 溝口健二監督（1950年）
- 『伊豆物語』（1951年）
- 『東京物語』 小津安二郎監督（1953年）
- 『日本の悲劇』 木下恵介監督（1953年）
- 『四十八歳の抵抗』（1956年）
- 『熱海ブルース』（1962年）
- 『キングコング対ゴジラ』（1962年）
- 『大巨獣ガッパ』（1967年）
- 『熱海殺人事件』（1986年）
- 『おもひでぽろぽろ』（1991年）
- 『クレヨンしんちゃん 嵐を呼ぶ 栄光のヤキニクロード』（2003年）
- 『任侠ヘルパー』（2012年）
- 『THE NEXT GENERATION -パトレイバー-』（2014年）
- 『ピース オブ ケイク』（2015年）
- 『火花』（2017年）

### 漫画
- 『あまんちゅ!』（天野こずえ 2008年 - ）
- 『隊務スリップ』（新田たつお 2014年 - 2016年）
- 『オリーブ! Believe,"Olive"?』（文月ふうろ 2014年 - 2018年）
- 『綺麗にしてもらえますか。』（はっとりみつる、2017年-）

### テレビアニメーション
- 『真マジンガー 衝撃! Z編』（2009年）

### テレビドラマ
近年ではテレビドラマに限らず、バラエティ番組等でも熱海を紹介する番組が増加傾向にある。
- TBS系『駅前タクシー湯けむり事件案内』（2003年 - 2005年、月曜ミステリー劇場）
- テレビ朝日系『熱海の捜査官』（2010年）
- フジテレビ系『ストロベリーナイト』第7話 - 第8話「悪しき実」（2012年）
- フジテレビ系『結婚しない』第1話（2012年）
- フジテレビ系『素敵な選TAXI』スペシャル（2016年）

- FXネット配信ドラマ『SHOGUN 将軍』（2024年）舞台が綱代の設定であって撮影はしていない。

### 楽曲
- 『熱海の夜』：箱崎晋一朗（1969年）
- 『SUN BEACH』：TORUMAN（2006年）
- 『熱海秘宝館のテーマ』：サロメの唇（2009年）
- 『熱海』：Kroi（2022年）

### DVD
- 『星間特捜アサルトマン』（2004年）

### ゲームソフト
- 『ラブプラス+』（2010年）[64][65]
- 『第2次スーパーロボット大戦Z 破界篇』（2011年）[66]

## 出身関連著名人

### 名誉市民
1. 澤田政廣（彫刻家）
2. 杉本苑子（小説家）
3. 橋田壽賀子（脚本家）

### 経済
- 浜田三郎（浜田禎介の養父、温泉旅館業、相模屋社長、静岡県多額納税者、熱海伊豆山温泉組合長）

### 芸能
- 今井由香（声優）
- 内田光子（ピアニスト）
- 大野雄二（アレンジャー・作曲家・ジャズピアニスト） - 実家はホテル大野屋
- 岡宮道生（ゲームプロデューサー・作曲家）
- 島田晴香（元AKB48） - 実家は旅館立花
- 砂塚秀夫（俳優）
- 二宮さよ子（女優）
- 早見優（タレント・歌手）
- 日比野達郎（AV男優）
- 古川栄司（元忍者）
- 巻上公一（日本の音楽家、プロデューサー）
- 水谷邦久（元俳優）
- 森咲樹（元アップアップガールズ（仮））

### 文化
- 澤田政廣（彫刻家、熱海市名誉市民）
- 長谷川圭一（脚本家）

### スポーツ
- 熱海富士朔太郎（力士）
- Daisuke®︎（プロレスラー）
- 水谷智佳（プロボクサー）
- 宮本勝昌（プロゴルファー）
- 渡邉彩香（プロゴルファー）
- 鈴木芽吹（陸上選手）

### マスコミ
- 本多小百合（元中京テレビアナウンサー）

### その他
- 市来広一郎（町おこし仕掛け人、地域づくりアドバイザー、「熱海V字回復の立役者」）

### ゆかりのある人物
家があり、生活の拠点としている人物
- 泉アキ（歌手・タレント）
- 泉ピン子（女優）
- 押井守（映画監督）
- 鈴木邦彦（作曲家）
- 鈴木千晶（人形作家）
- 津久井智子（消しゴムハンコ職人）
- 新田たつお（漫画家）
- 中島潔（画家）
- NOKKO（歌手）
- 橋幸夫（歌手）
- 福永令三（小説家）
- 湯川れい子（音楽評論家）
- 吉村卓三（動物学・獣医学名誉博士、作家、動物ジャーナリスト）
- 長州力（元プロレスラー）
- 松木路子（女優）

その他
- 雨宮敬次郎（実業家） - 豆相人車鉄道・熱海鉄道事業を行う。熱海梅園内に顕彰碑あり。
- 池畑慎之介☆（歌手・俳優） - 別荘があった。
- 石立鉄男（俳優） - 1999年から死去まで居住した。
- 大塚実（実業家） - 熱海梅園など市内の公園の再生・造成に私財を提供。園内に顕彰碑あり。
- 岡江久美子（女優） - 別荘があった。
- 尾崎紅葉（小説家） - 起雲閣にて金色夜叉を執筆。
- 志賀直哉（小説家） - 昭和20年代に居住。
- 島田亨（実業家） - 別荘がある。
- 杉本苑子（小説家） - 1980年に移住後、生涯を過ごす。全資産を熱海市へ遺贈する契約を市と締結。熱海名誉市民。
- 鈴木真仁（声優） - 神奈川県茅ヶ崎市出身だが幼少期から高校卒業まで熱海で過ごしたため、「熱海出身」と紹介される事もある。
- 太宰治（小説家） - 村上旅館に滞在中に起きた通称「熱海事件」をきっかけとして走れメロスを執筆。
- 谷崎潤一郎（小説家） - 関西在住時代より別荘を所有しており、昭和30年代に居住。
- 坪内逍遥（小説家） - 水口町の双柿舎で晩年を過ごす。熱海図書館の創設時に3600冊の図書を寄贈し多大な貢献をする。市内の海蔵寺に埋葬。
- 徳富蘇峰（ジャーナリスト・歴史家） - 占領期以降の晩年を伊豆山で過ごす。
- 中山晋平（作曲家） - 晩年を熱海の西山町で過ごす。当時の邸宅は熱海梅園内に移築され、「中山晋平記念館」になっている。
- 橋田壽賀子（脚本家） - 昭和50年代から熱海市（熱海自然郷）へと移住し、亡くなるまで40年以上過ごす。熱海市名誉市民。
- 藤井フミヤ（ミュージシャン） - 市内に別荘がある。
- 真鍋八千代（実業家） - 熱海後楽園を設立。別荘を所有しており、毎週末、熱海で過ごしていた。
- 茂木惣兵衛（実業家） - 熱海梅園の造成に携わる。園内に顕彰碑あり。
- 森村誠一（小説家） - 市内に別荘を持ち、2017年には市政80周年を記念して熱海市立図書館に自著1469冊を寄贈し、「森村文庫」を開設[67]。
- 山本陽子（女優） - 2012年から死去まで居住した[68]。
- 阿久悠（作詞家） - 1980年（昭和55年）、市立初島小中学校の委嘱により校歌『地球の丸さを知る子供たち』を作詞（作曲は三木たかしが手掛けた）。
- 五月みどり（女優） - JR熱海駅近くと中央町の2か所でギフト＆セレクトショップ「ヴィーナス」を営んでいた。自身が居住する神奈川県湯河原町の店舗も含め計3店舗を展開していたが、2024年5月から同年8月にかけて全店舗を閉店した[69]。